# Spinosaurus
Spinosaurus is een geslacht van uitgestorven vleesetende theropode dinosauriërs, behorend tot de Spinosauroidea, dat tijdens het midden van het Krijt leefde in het gebied van het huidige Noord-Afrika.
Fossiele resten werden in 1912 ontdekt en in 1915 benoemd met de naam Spinosaurus aegyptiacus. Slechts een gedeelte van het skelet is bekend, zodat niet precies is vast te stellen hoe deze soort eruitzag. Wel is duidelijk dat de schedel leek op die van een krokodil en geschikt was om kleinere prooien stevig vast te grijpen. Op de rug stond een enorm rugzeil. Wetenschappers zijn het er niet over eens waarvoor dat zeil diende, of Spinosaurus voornamelijk vissen of landdieren at en hoe lang hij kon worden. Moderne schattingen over zijn lengte liggen tussen de veertien en achttien meter.

## Naamgeving en vondsten

### Vroege vondsten
De eerste vondsten van fossielen waarvan we tegenwoordig begrijpen dat ze aan Spinosaurus moeten hebben toebehoord, werden in Algerije gedaan tijdens de grote Franse wetenschappelijke expeditie door de Sahara van 1898 tot 1900, de Mission Foureau-Lamy onder leiding van Fernand Foureau. Tanden van Spinosaurus werden in 1905 door Émile Haug onder voorbehoud als de basale vis ?Saurocephalus geclassificeerd, een lid van de Ichthyodectidae. Overigens maakte Haug zelf geen deel uit van de expeditie. De fossielen waren daarin 'bijvangst' geweest van het geologische onderzoek. De tanden waren verzameld omdat ze opvielen door hun uitzonderlijke grootte en vreemde vorm. Indertijd had men geen enkel vermoeden dat het om resten van een dinosauriër zou kunnen gaan.

### Spinosaurus aegyptiacus

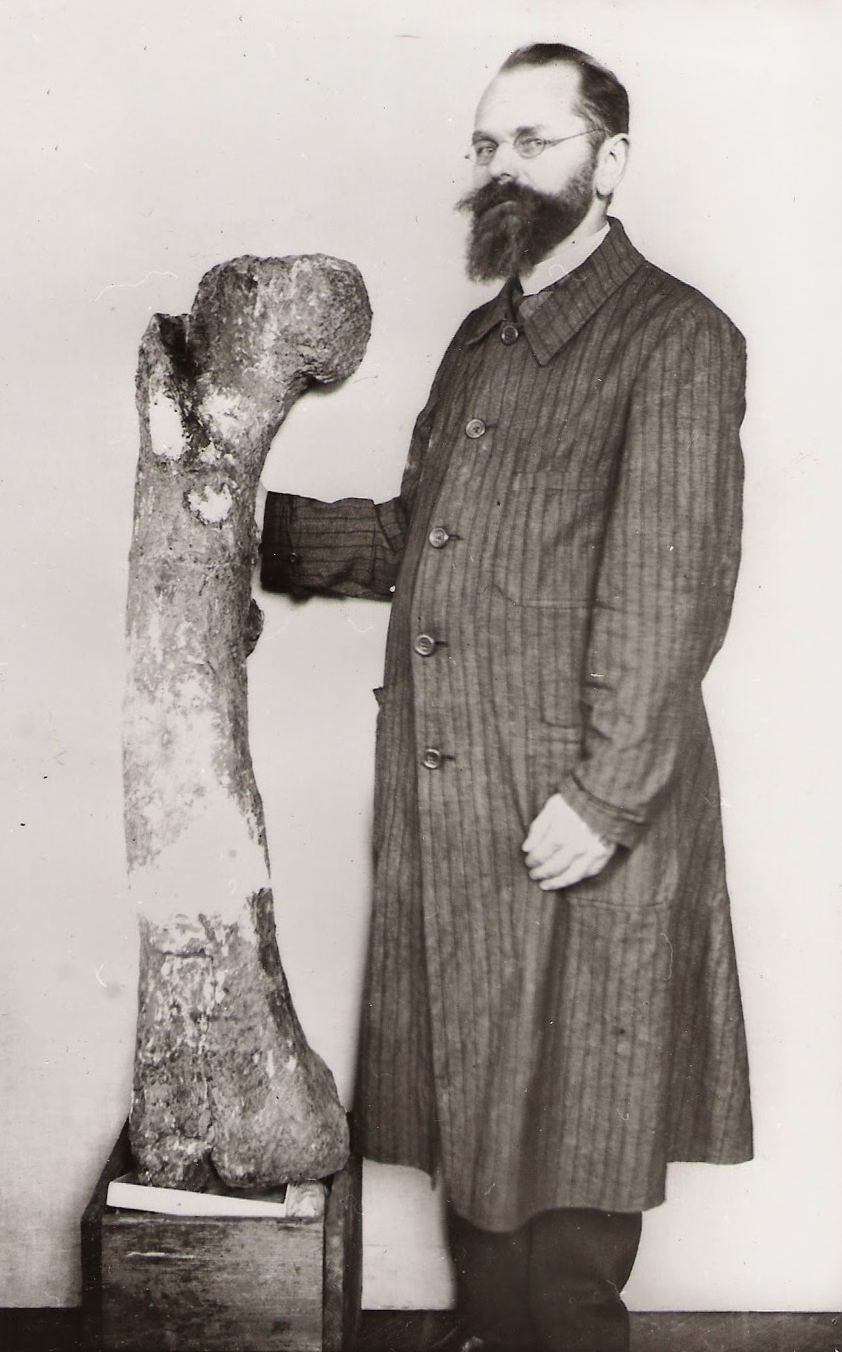
Ernst Stromer met het rechterdijbeen HM 1912 VIII 69, waarvan de identiteit tegenwoordig onzeker wordt geacht

In de herfst van 1912 vond de Boheems-Oostenrijkse verzamelaar Richard Markgraf fragmentarische fossiele resten van een grote theropode in de Bahariya-oase in het westen van Egypte. Markgraf deed opgravingen in dienst van de Beierse Academie van Wetenschappen en via dit instituut voor de Duitse paleontoloog Ernst Freiherr Stromer von Reichenbach. Duitse geleerden hadden al op het eind van de negentiende eeuw grote belangstelling gehad voor de westelijke woestijn van Egypte. De geoloog Karl Alfred von Zittel had er opgravingen verricht. Von Zittel zond Stromer voor het eerst naar Egypte uit in 1901/1902, met de opdracht er fossiele zoogdieren te vinden, bij voorkeur voorouders van de mens. Bij die gelegenheid had Stromer de Boheem Markgraf leren kennen als een uitstekend organisator van zulke expedities. In 1910 voer Stromer opnieuw naar Egypte en legde weer contact met Markgraf. Na wat inleidende tochtjes werd die laatste echter ziek zodat Stromer begin 1911 gedwongen was met slechts wat gidsen en kamelendrijvers naar de Bahariya-oase af te reizen. Hij kwam op 11 januari bij de oase aan, een honderd meter diepe depressie van honderd kilometer lang en veertig kilometer breed. Op 17 januari onderzocht hij de kegel van de Gebel-el-Dist en op 18 januari stelde hij vast dat de zuidhelling daarvan bezaaid was met de botten van Sauropoda, de eerste keer dat iemand dinosauriërs uit het Mesozoïcum van Egypte had ontdekt. Ook vond hij een dijbeen van een theropode, dat hij later zou toewijzen aan Bahariasaurus. De Gebel-el-Dist is een tweehonderd meter hoge heuvel die ontstaan is doordat een dikke kap van kalksteen uit het Eoceen de onderliggende lagen tegen erosie beschermde. Op 21 januari moest hij weer afreizen en in februari voer hij terug naar Duitsland. Hij had echter Markgraf opdracht gegeven de opgravingen voort te zetten en in de winters van 1912, 1913 en 1914 bleef deze grote hoeveelheden beenderen bergen. In de zomer werken was onmogelijk wegens de extreme hitte.
Al in 1912 werden de toen gevonden theropode resten naar Duitsland opgestuurd. De opgravingen van de, voornamelijk sauropode, beenderen werden pas in april 1914 afgesloten. Het lukte Markgraf niet de vondsten uit 1913 en 1914 nog naar Duitsland te verzenden door de oplopende politieke spanningen. Stromer probeerde zelfs na het uitbreken van de Eerste Wereldoorlog nog de Britten te bewegen ze vrij te geven maar die gingen daar niet op in. Markgraf stierf kort daarop; zijn weduwe gaf twaalf kratten beenderen in bewaring bij de Geological Survey of Egypt. Stromer publiceerde op 6 november 1915 een eerste beschrijving van de theropode fossielen. Door de oorlogsomstandigheden kreeg deze publicatie weinig aandacht.

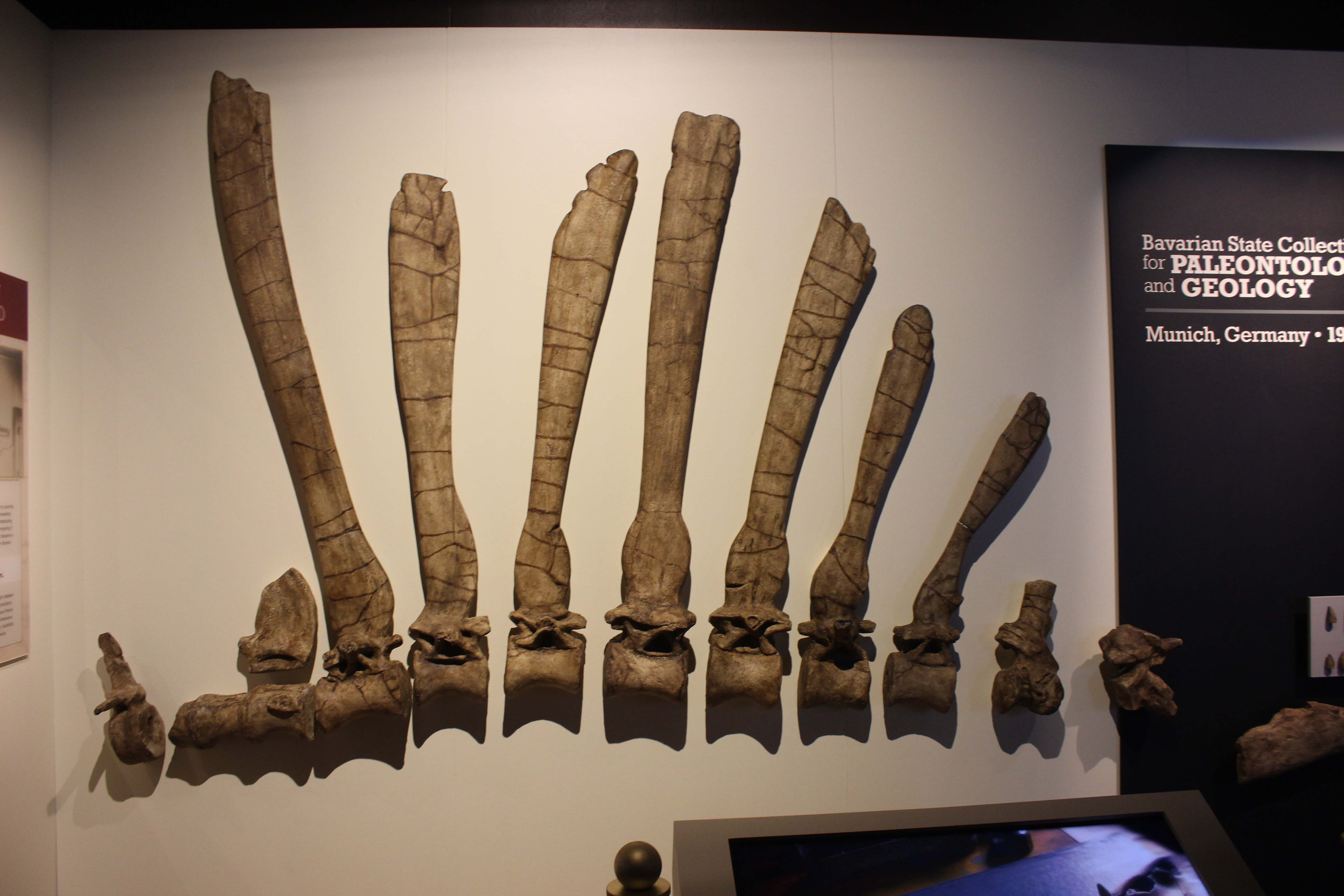
Een replica van de wervels van het holotype

De lagen waarin de vondsten gedaan werden, de Bahariyaformatie, stammen uit het Cenomanien en zijn ongeveer 97 miljoen jaar oud. De formatie werd door Stromer zelf benoemd, op basis van de stratificatie van de Gebel-el-Dist. De onderste Gebel-el-Dist-afzetting bestaat uit de lagen die de dinosauriërfossielen bevatten; ze werden door Stromer de Saurierlagen genoemd. Ze zijn afgezet in een lagune. Stromer benoemde de theropode fossielen als een nieuwe soort in een nieuw geslacht: Spinosaurus aegyptiacus. De geslachtsnaam verwijst naar de kenmerkende lange doornuitsteeksels van de wervels; spina betekent 'doorn' in het Latijn. De soortaanduiding verwijst naar Egypte. Het holotype IPHG 1912 VIII 19 bestaat uit delen van de schedel en onderkaken, negentien losse tanden, twee halswervels, zeven ruggenwervels, ribben, buikribben en acht staartwervels. Het gaat om een onvolwassen individu. Niet alle beenderen werden in verband gevonden.
In 1922 werden de nog in Egypte aanwezige kratten na een oproep daartoe door de internationale paleontologische gemeenschap alsnog vrijgegeven en naar Duitsland verscheept. Door de hyperinflatie die dat land toen teisterde, was Stromer zelf niet in staat dit te betalen: het vervoer werd mogelijk gemaakt doordat de Zwitserse paleontoloog Bernhard Peyer £72,- naar Egypte overmaakte. In 1934 beschreef Alfred Romer het materiaal opnieuw, waarbij het gedetailleerd geïllustreerd werd, en gaf toen een aantal in de kratten aanwezige grote theropodenbotten, specimen IPHG 1922 X45, de voorlopige naam Spinosaurus B, een mogelijke aparte soort binnen het geslacht. Hij dacht dat het om twee individuen ging, een grotere en een kleinere. Tegenwoordig wordt soms gedacht dat dit tweede specimen niets met Spinosaurus van doen heeft en misschien behoorde tot Carcharadontosaurus. Anderen zien het echter als een synoniem van S. aegyptiacus. Ook de publicatie uit 1934 kreeg weinig aandacht.
Het holotype kreeg in Beieren bij de Bayerische Staatssamlung für Paläontologie und Geologie waar Stromer conservator geworden was een opstelling tegen de muur. In 1937 ging Stromer met pensioen. Zijn invloed was al afgenomen omdat hij zich weinig meegaand opstelde tegenover het naziregime. In 1940 werd de leiding van het instituut overgenomen door de arische paleontoloog Karl Beurlen. Dat zou rampzalige gevolgen hebben voor de collectie. Stromer drong er vanwege de Tweede Wereldoorlog op aan de grote stukken veilig op te slaan op het platteland. Breulen weigerde echter koppig de collectie te evacueren omdat dit van defaitisme zou getuigen. Het typespecimen en Spinosaurus B zijn in de nacht van 25 april 1944 verloren gegaan tijdens een Brits bombardement door 260 bommenwerpers op München, waarbij het Deutsches Museum waar de botten waren opgeslagen grotendeels verwoest werd. Ook persoonlijk was de oorlog een tragedie voor Stromer: twee van zijn zonen zouden aan het Oostfront sneuvelen en de derde pas na lange krijgsgevangenschap terugkeren. Beurlen week na de oorlog uit naar Brazilië en zou daar een belangrijke rol spelen in het onderzoek naar de Santanaformatie. Deze connectie leidde ertoe dat Duitse musea illegaal daar gedolven fossielen aankochten en één daarvan was de schedel van Irritator die belangrijke informatie zou verschaffen over de bouw van spinosauriden.

### Spinosaurus maroccanus

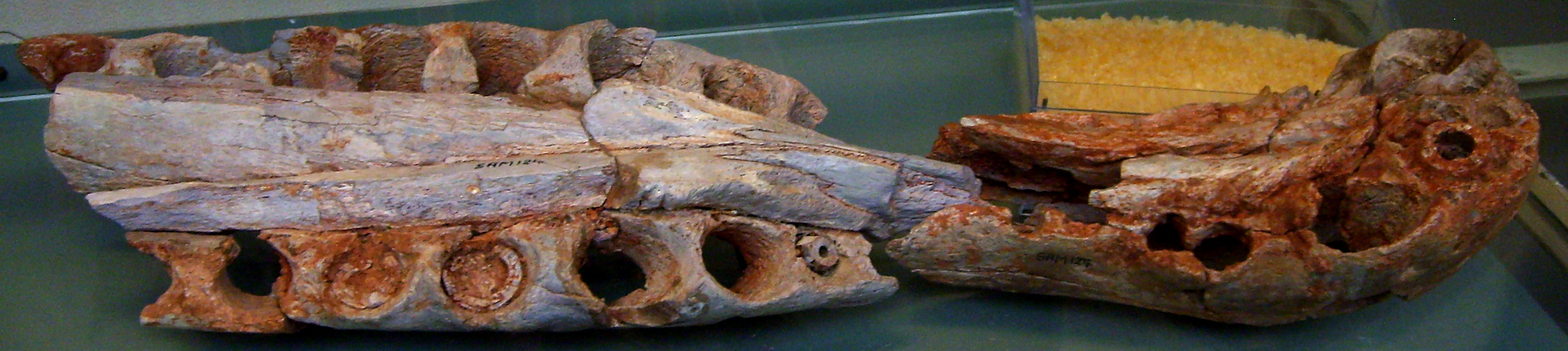
Een stuk kaak toegeschreven aan S. maroccanus te Parijs

Op het eind van de twintigste eeuw doken er in de Maghreb fragmentarische fossielen op van spinosauride herkomst, die op de westerse markt gebracht werden door commerciële fossielenhandelaren. Dit wekte de aandacht van de wetenschap. In 1996 beschreef de Canadese paleontoloog Dale Alan Russell een exemplaar, CMN 50791, bestaande uit stukken onderkaak en ruggenwervels dat een Duitse expeditie al in 1971 had opgegraven in de Kem Kem-formatie van Marokko, als een tweede soort: Spinosaurus maroccanus. Ook andere fossielen werden hiernaar verwezen: CMN 41768, een halswervel; CMN 50790, twee halswervels met nekribben; CMN 50813, een stuk wervelboog van een ruggenwervel; CMN 50832, een stuk onderkaak met tand en CMN 50833, het middendeel van een onderkaak. De wervels zouden veertig procent langwerpiger zijn dan die van S. aegyptiacus. Veel onderzoekers beschouwen S. maroccanus echter als een jonger synoniem van de eerste soort omdat ze de afwijkende vorm zien als een geval van individuele variatie. In 1998 wees Russell een tweede belangrijk specimen aan deze soort toe, MNHN SAM 124, bestaande uit schedeldelen, gevonden in de Gara Samani van Algerije; het gebied leverde verder schedel- en wervelfragmenten op: MNHN SAM 125, 126, 127 en 128. Ander materiaal uit de regio wordt echter als dat van S. aegyptiacus beschouwd, zoals ONM nBM231, een stuk onderkaak uit de Cheniniformatie van Tunesië, in 2002 beschreven door Eric Buffetaut en Mohamed Ouaja. Een probleem bij deze laatste vondsten is dat ze stammen uit het vroege Albien, volgens de huidige inzichten minstens een twaalf miljoen jaar ouder dan de Bahariyaformatie; het is onverwacht dat een diersoort het zo lang uithoudt, een aanwijzing dat of de stratigrafie of de determinering fout is. Een ander mogelijk synoniem is Sigilmassasaurus.

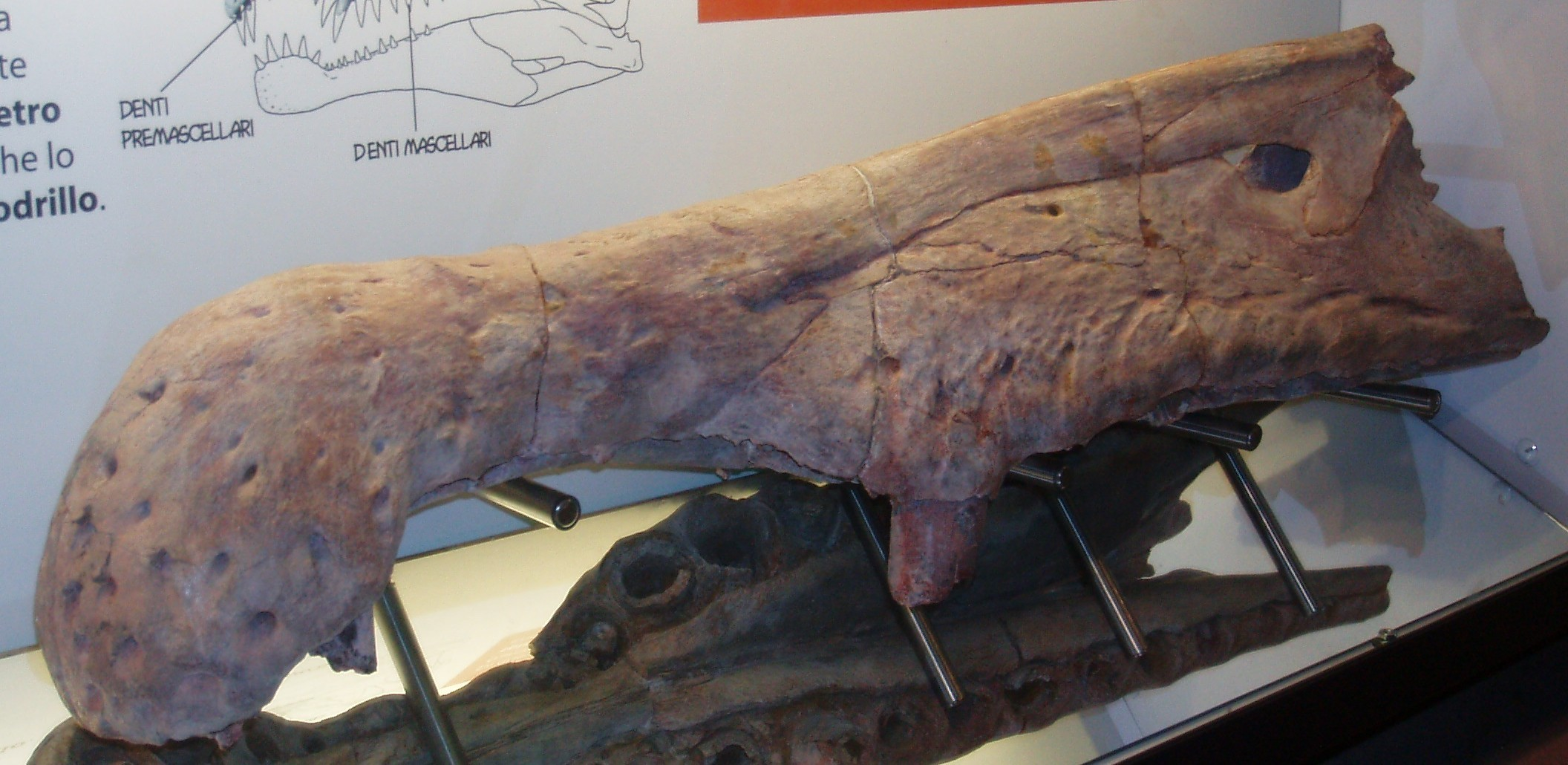
MSNM V4047

Veel opzien baarde MSNM V4047, in 2005 beschreven door Cristiano Dal Sasso, een voorkant van een schedel van uitzonderlijke grootte, in 1975 gevonden in Marokko, in 2002 van een particuliere verzamelaar verworven en door Dal Sasso gezien als een exemplaar van S. aegyptiacus, evenals UCPC-2, een stuk neusbeen met schedelkam. Ook in andere delen van Afrika zijn vondsten gedaan die met Spinosaurus is verband zijn gebracht, hoewel de identiteit ervan nog niet betrouwbaar is vastgesteld. Het betreft resten uit Libië, wat een verbinding zou vormen tussen de vondsten in de Maghreb en Egypte, maar ook uit Niger en Kenia.
Omdat het holotype van Spinosaurus aegyptiacus vernietigd is, werd in 2014 een vervangend neotype aangewezen, specimen FSAC-KK 11888, bestaande uit een gedeeltelijke schedel, wervels, ribben, een bekken en beide achterpoten van een onvolgroeid exemplaar uit Marokko met een lengte van ongeveer elf meter. Het werd in 2008 gevonden en in 2013 opgegraven. In 2015 ontkenden verschillende onderzoekers de noodzaak tot het aanwijzen van een neotype. Het enkele feit dat het holotype vernietigd is, geldt namelijk niet als een voldoende reden. Het is ook nodig dat daardoor het holotype niet meer als zodanig kan functioneren in de zin dat een zinnige vergelijking met andere fossielen er door onmogelijk wordt gemaakt zodat er een 'uitzonderlijke noodzaak' is het type te vervangen. Gezien de uitgebreide documentatie door foto's en illustraties van het oorspronkelijke materiaal achtte men een neotype onnodig. Daarbij is het problematisch dat het holotype uit Egypte stamt en het neotype uit Marokko; het zou immers kunnen dat in ieder gebied een weliswaar verwante maar aparte soort leefde. Artikel 75.3 ICZN eist dan ook dat het neotype uit een gebied komt dat zo dicht als praktisch mogelijk is bij de oorspronkelijke vindplaats ligt. Nog problematischer is dat men suggereerde dat het neotype materiaal van twee individuen vertegenwoordigt. Dat hangt samen met de bijzondere vondstomstandigheden. In 2009 kwam een gedeelte van het skelet in handen van Italiaanse paleontologen. Op zoek naar de herkomst ervan bleek dat hun Marokkaanse collega Nizar Ibrahim betrokken was geweest bij de export van het fossiel. Ibrahim stelde dat de botten afkomstig waren van een anonieme handelaar wiens identiteit hem onbekend was. Hij probeerde hem weer te lokaliseren en zag de man toen bij toeval op een terrasje zitten. Deze wees hem de plek aan waar het skelet gevonden was. Het bleek te gaan om een rotswand waar door erosie botten uit losgekomen waren. Die lagen nu verspreid aan de voet van de helling. In 2013 werden ze zoveel mogelijk veilig gesteld. FSAC-KK 11888 vertegenwoordigt dus geen in verband liggend skelet. Dat het slechts om één individu zou gaan werd geconcludeerd op grond van het feit dat geen dubbele elementen aangetroffen zijn. Dit is echter slechts een zwakke aanwijzing want het is mogelijk dat een achterdeel van een individu met een voorkant van een ander vermengd is geraakt. Daarbij komt nog dat in 2009 alleen de voorste delen bekend waren, met de vondstomstandigheden ongedocumenteerd door hun illegale opgravers, en pas in 2013 bekken en achterpoten verzameld werden.
Opmerkelijk was dat het neotype geheel andere proporties had, met heel kleine achterpoten, dan tot nu toe voor Spinosaurus waren aangenomen. Daar leidde men uit af dat het dier sterk gespecialiseerd was in een zwemmende levenswijze. Aan deze nieuwe zienswijze werd grote ruchtbaarheid gegeven door publicaties in de National Geographic en een grote tentoonstelling in het National Geographic Museum in Washington DC met medewerking van de befaamde paleontoloog Paul Sereno. Daartoe werd ook een geheel nieuw skeletmodel op ware grootte opgesteld in een zwemmende houding.
In 2018 werd een teenkootje beschreven, specimen MSNM V6894, van het kleinste bekende individu tot nu toe, een jong dier met een geschatte lengte van honderdachtenzeventig centimeter. Een latere publicatie uit 2018 meldde aanvullende exemplaren, fragmenten van het schedeldak. Die zouden twee bouwtypen vertegenwoordigen die respectievelijk aan een Spinosaurus cf. aegyptiacus en Sigilmassasaurus brevicollis werden toegewezen.
In 2020 werd een staart beschreven die voor het eerste de vorm van de achterste doornuitsteeksels zou laten zien.

## Beschrijving

### Algemene bouw

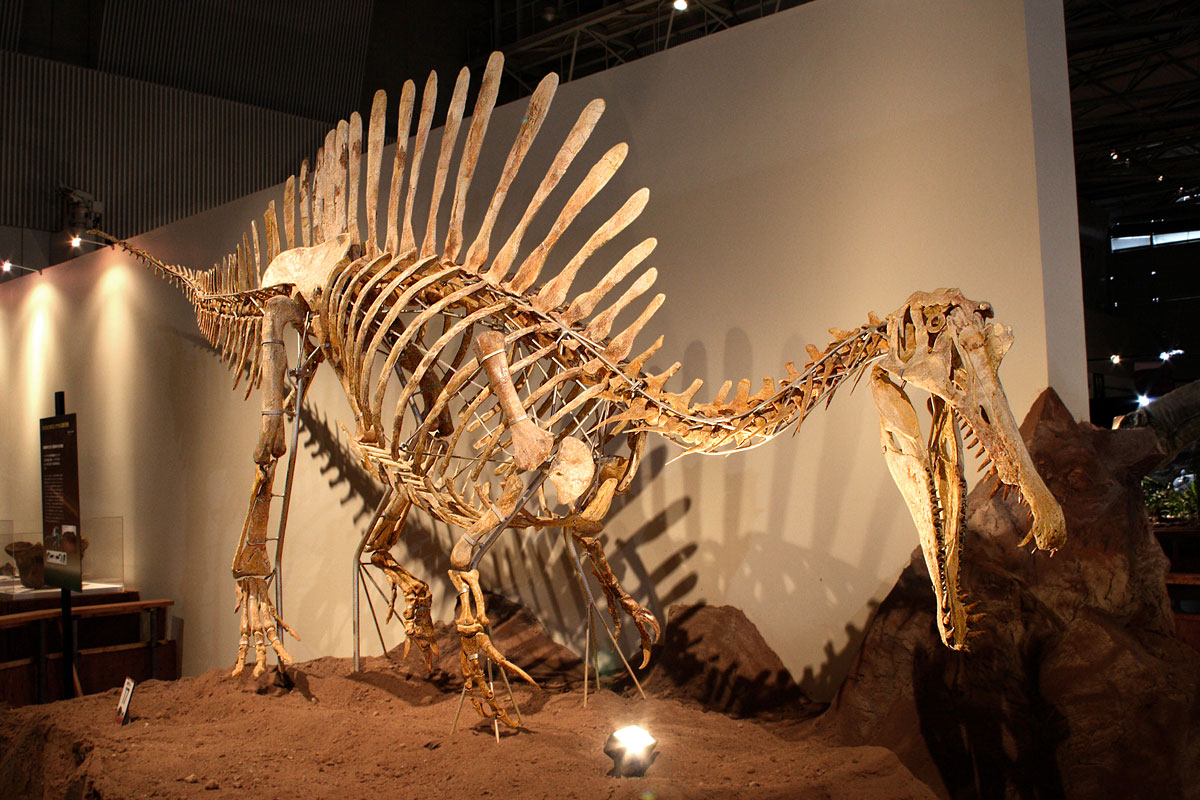
Dit model van een onvolwassen exemplaar laat goed de algemene proporties van het dier zien

Omdat de resten daarvoor te fragmentarisch waren, kon men zich eerst geen compleet beeld vormen van het dier. Door vergelijking met verwante vormen werden de onbekende gegevens aangevuld. De later ontdekte fossielen maakten dat beeld steeds vollediger. In 2014 kwam men tot een reconstructie van bijna het hele skelet.
De ledematen waren onbekend, en het werd aangenomen dat Spinosaurus net als iedere theropode een tweevoeter was met grote achterpoten en kleine armen. De reconstructie uit 2014 bevestigde dat in wezen, zij het dat de achterpoten voor een theropode opvallend klein zijn en de voorpoten juist zeer groot. Die laatste dragen een vergrote klauw, net als bij andere spinosauriden. De kop is relatief groot, de nek lang en de voeten breed. Op de rug staat een grote kam.

### Omvang: de grootste theropode

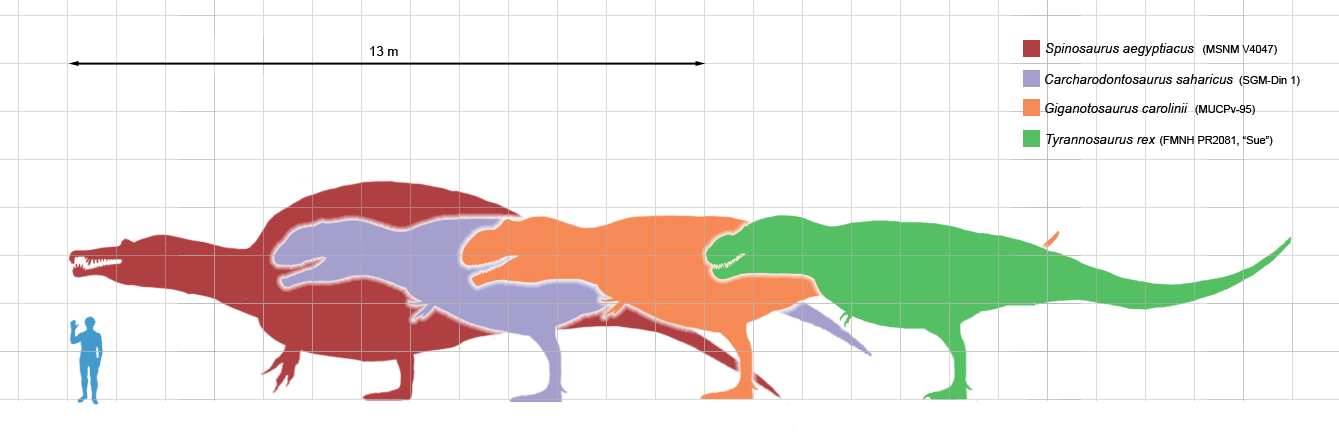
Een vergelijking met andere carnivore dinosauriërs met Spinosaurus in het rood. Opvallend zijn de korte achterpoten van Spinosaurus

Spinosaurus was gigantisch en verreweg de grootste bekende theropode. Dit maakt hem ook tot het grootste bekende landroofdier uit de wereldgeschiedenis. Hoe groot precies, is zeer omstreden. Het in 1915 beschreven fragmentarische skelet bestond uit voornamelijk uit ruggenwervels en een kaakfragment. Uit de wervels kan men door een vergelijking te maken met Baryonyx de lengte schatten. Gregory S. Paul kwam in 1988 in zijn Predatory Dinosaurs of the World tot een schatting van vijftien meter. Omdat hij aannam dat Spinosaurus een stuk eleganter gebouwd was en een relatief langere staart bezat dan Tyrannosaurus, schatte hij het gewicht losjes op zo'n vijf ton.
Paul ging uit van een 13,5 tot 14 meter lengte voor de botten van de wervelkolom en telde daar een tien procent bij op voor de tussenwervelschijven. Het exemplaar van het holotype was echter nog niet volgroeid. Het kaakfragment dat erbij gevonden werd, duidt op een schedellengte van een kleine anderhalve meter. De latere vondsten uit Afrika, ook niet compleet, komen in grootte hierin vaak overeen: MNHN SAM 124 is ongeveer even lang als het holotype. Kaakfragment MSNM V4047 is echter aanzienlijk groter. De publicatie uit 2005 van Dal Sasso komt tot een schatting van 1,75 meter voor de schedellengte. Dal Sasso poogde op basis hiervan een nieuwe schatting te maken van de maximumlengte. Daarbij paste hij echter niet de methode van Paul toe maar beperkte zich tot het optellen van de (grotendeels weer geschatte) lengte van de wervels zelf. Zo kwam hij op een lengte van veertien meter voor het holotype; het gewicht daarvan schatte hij op 6,7 ton. MSNM V4047 moest dan afkomstig zijn van een individu van ongeveer zestien à achttien meter lengte en een gewicht van negen à twaalf ton — anderhalf keer langer en tweemaal zwaarder dan Sue, het grootste tentoongestelde skelet van Tyrannosaurus rex. Een correctie hiervan volgens de berekeningswijze van Paul zou voor het holotype een lengte van 15,5 meter en een gewicht van negen ton opleveren; MSNM V4047 zou dan achttien à negentien meter lang zijn en vijftien ton gewogen hebben. Zo'n exemplaar zou een schouderhoogte gehad hebben van een kleine zes meter, bekroond met een zeil van ruim twee meter hoog. Hij zou honderdvijftig kilogram vlees (of vis) per dag hebben moeten eten om in zijn energiebehoefte te voorzien.

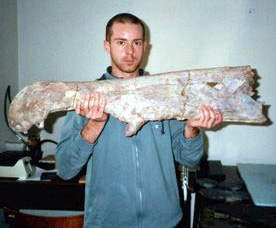
MSNM V4047 vastgehouden door Simone Maganuco om een beeld te krijgen van de grootte

Zelfs MSNM V4047 lijkt echter nog niet de maximumgrootte te vertegenwoordigen. De laatste jaren werden er illegaal opgedolven fragmenten uit Noord-Afrika naar de Verenigde Staten gesmokkeld. Er is een zich in particuliere hand bevindend schedelfragment bekend dat een eerste analyse op een tweehonderdvijftig centimeter lange schedel vond wijzen. Mocht dit correct zijn dan moet de lengte nog eens met anderhalf en het gewicht met drie vermenigvuldigd worden: bij de hoge schatting leidt dit tot een dier van een zevenentwintig meter lengte met een gewicht van ruim veertig ton. Deze mogelijkheid heeft echter ook de nodige scepsis opgewekt: verschillende geleerden, waaronder Oliver Rauhut in 2003, hebben de mogelijkheid geopperd dat het holotype een chimaera is, bestaande uit resten van verschillende soorten. Ook als slechts de botten van twee verschillende individuen gecombineerd zijn, kan dat de berekeningen flink in de war schoppen. Als de schedel die deel uitmaakt van het holotype in feite van een kleiner exemplaar is dan dat waartoe de wervels behoorden, zou de schedellengte van MSNM V4047 weleens de normale kunnen zijn voor zo'n laatste groter exemplaar en de maximumlengte daarmee een vijftien meter.

### Onderscheidende kenmerken
Stromer stelde eerst een zeer minimale diagnose op, opsomming van onderscheidende kenmerken. Hij beperkte zich tot het aangeven dat de doornuitsteeksels van de wervels zeer lang waren. Naar moderne begrippen is dit ontoereikend. Daarbij maakt de vondst van verwante soorten het mogelijk aan te geven waarin Spinosaurus daarvan verschilt.
In 2014 werd een verbeterde diagnose opgesteld. Spinosaurus heeft een volwassen lichaamslengte van ongeveer vijftien meter. Het benige neusgat en de uitholling daar omheen zijn klein en bevinden zich achter op de snuit nabij de oogkas (vóór de fenestra antorbitalis). De praemaxilla maakt hierdoor geen deel uit van het neusgat. De wervellichamen van de ruggenwervels hebben de vorm van een zandloper doordat ze sterk ingesnoerd zijn maar zijn wel langwerpig. De doornuitsteeksels van de ruggenwervels hebben tot tienmaal de hoogte van het wervellichaam. De doornuitsteeksels van de ruggenwervels zijn net onder hun top in zijaanzicht het breedst. De doornuitsteeksels van de ruggenwervels bestaan uit dicht bot met alleen in het midden een nauwe zone van sponsvormig bot. Het onderste derde deel van de doornuitsteeksels van de ruggenwervels is ingekerfd door verticale groeven. De hoofdelementen van de ledematen missen een open mergholte. Het darmbeen is langer dan het dijbeen. Het dijbeen is sterk bol naar voren gebogen terwijl de vierde trochanter, een richel op de achterste dijbeenschacht, extreem ontwikkeld is en een kwart van die schacht beslaat. De eerste teen is lang. Het eerste kootje van de eerste teen is, buiten de klauwen, het langste van de voet. De voetklauwen zijn breder dan hoog en viermaal zo lang als de achterste hoogte. De voetklauwen hebben een vlakke onderkant.

### Skelet

#### Schedel

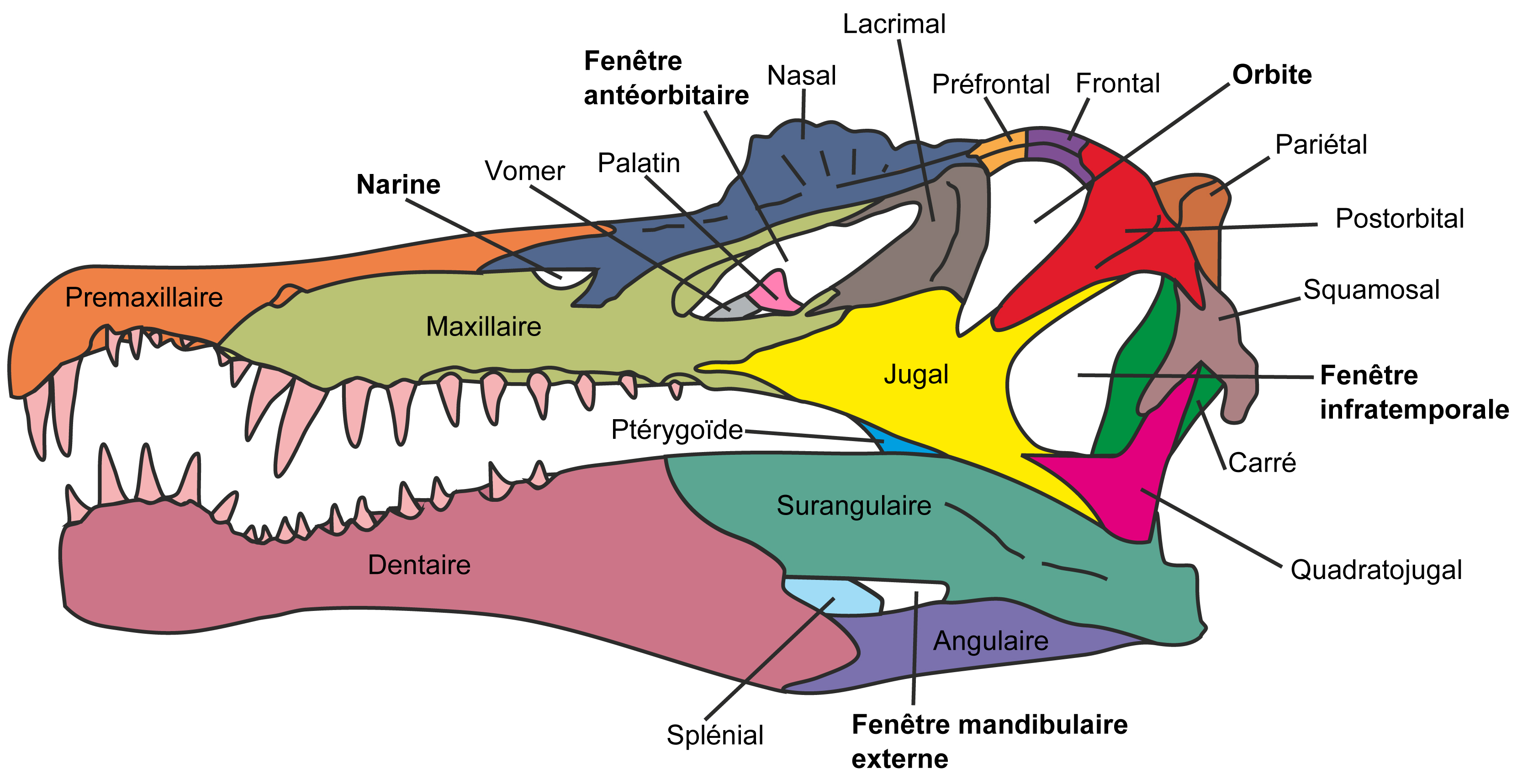
De beenderen van de schedel

Spinosaurus heeft, net als de andere leden van de Spinosauridae zoals Baryonyx en Suchomimus, een langwerpige platte schedel met kegelvormige tanden die sterk op die van krokodil gelijkt. Er wordt wel verondersteld dat het dier dus net als een krokodil van vis leefde. De rechte kegelvormige tanden zonder kartelrand, die gespecialiseerd zijn in het vasthouden — en niet het verwonden — van de prooi, wijzen er in ieder geval op dat hij joeg op vrij kleine dieren. Tussen de praemaxilla, het voorste deel van de snuithelft, en de achterliggende maxilla, of bovenkaaksbeen, maakt de kaaklijn een sterke inspringing. In de praemaxilla staan zes of zeven tanden. Die nemen eerst naar achteren in grootte toe, waarbij het derde paar verreweg het grootst is. De tanden in de inkeping zijn echter veel kleiner. Daarentegen zijn de eerste tanden in de maxilla weer erg groot; de twaalf maxillaire tanden nemen uiteindelijk naar achteren toe in grootte af. De snuit vormt zo een rozet, een grijporgaan, welke functie nog versterkt wordt door een verbreding vooraan van de snuit. De vorm van de onderkaak sluit hierbij aan: die is korter en het voorste stuk is afgerond, voorzien van grote tanden en past in de inspringing van de bovenkaak. Door de muil te sluiten, kon een prooi zo stevig vastgeklemd worden. In het bolle oppervlak van de hoge snuitpunt zijn ook een groot aantal kuiltjes, foramina, aanwezig, net als bij krokodillen. Die kunnen dienen om drukgolven die vissen in het water maken te voelen. Deze foramina zijn zeer diep.

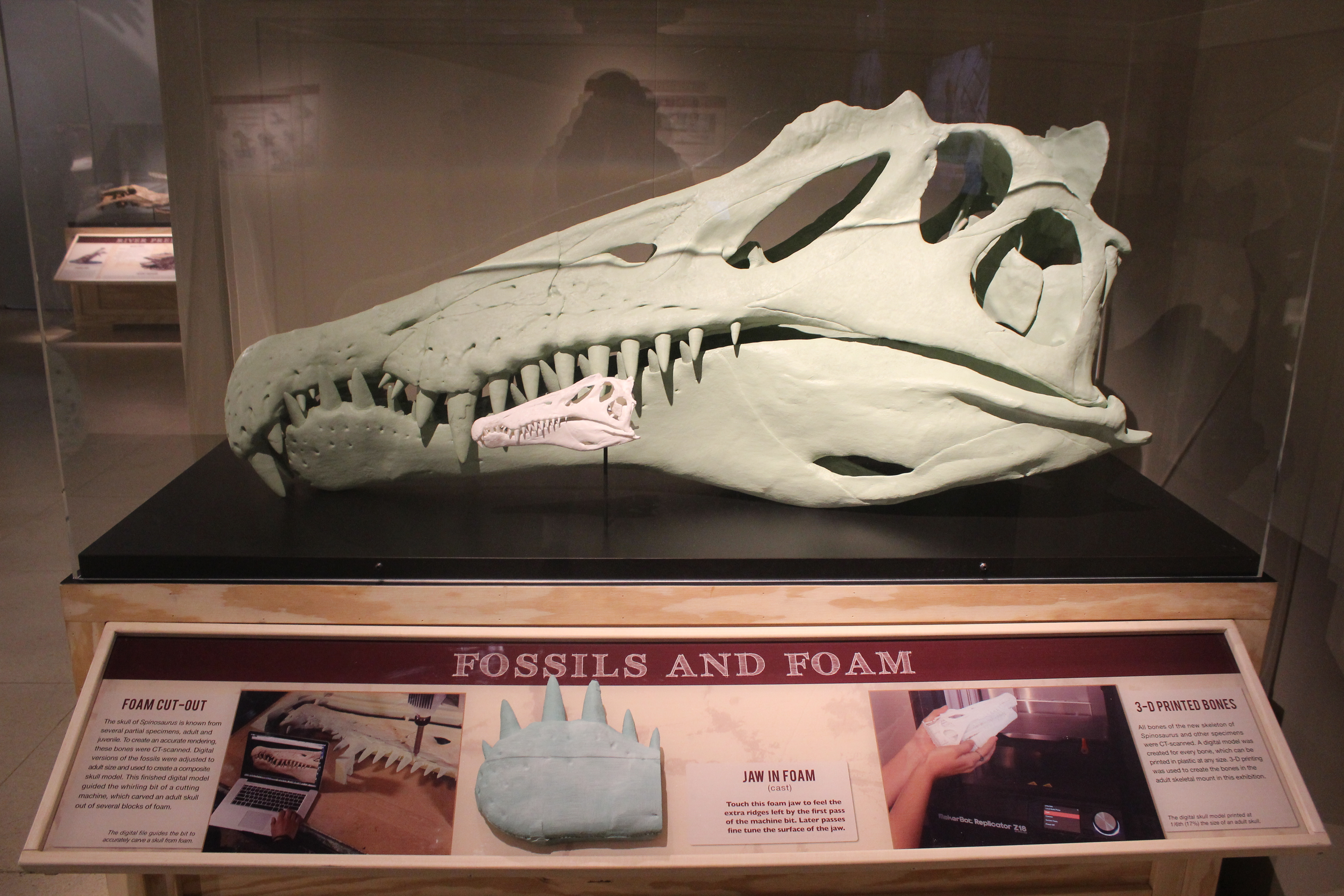
Model van de schedel

De praemaxilla zet zich niet ver naar achteren door. Het achterste bovendeel van de snuit wordt zo gevormd door het neusbeen dat op het bovenkaaksbeen ligt. Op de helft daarvan bevindt zich het benige neusgat, tussen het neusbeen en het bovenkaaksbeen in. Dat gat is vrij klein en er ligt geen grote uitholling omheen. Dit is een teken dat het vlezige neusgat direct boven het gat in het bot lag en er geen lange luchtweg aanwezig was naar een vlezig neusgat nabij de snuitpunt. Achteraan heeft het bovenkaaksbeen een bovenste en een onderste tak. Beide takken omvatten de voorkant van de grote schedelopening, de fenestra antorbitalis. Die opening is bij Spinosaurus relatief klein en heeft een ovale langwerpige vorm. Zij helt schuin naar achteren. De volgende opening in de zijwand van de schedel is de oogkas waarvan de vorm niet precies bekend is. De fenestra antorbitalis en de oogkas worden gescheiden door een beenbalk, de onderste tak van het traanbeen. Die is bij Spinosaurus van bezijden bezien nogal breed. Boven op de schedel bevindt zich voor de ogen, ter hoogte van de fenestra antorbitalis een lage schedelkam. Die beslaat bijna de hele lengte van de fenestra antorbitalis en is in de lengterichting geplaatst. De kam kromt aan de voorkant omhoog, gaat dan over in een vlakker gedeelte en houdt achteraan plots op zodat een rechte achterkant ontstaat. De kam kan bij het levende dier verlengd zijn geweest door een hoornschacht en diende wellicht om mee te pronken. De studie uit 2018 over de schedeldaken wees exemplaren met nauwe driehoekige voorhoofdsbeenderen aan Spinosaurus toe.
Het achterdeel van de schedel is slecht bekend. Er zijn geen jukbeenderen of postorbitalia bewaard gebleven die de verbinding moeten hebben gevormd tussen snuit en stukken die wel gevonden zijn. Het achterdeel wordt vaak gereconstrueerd naar het model van Irritator.

#### Onderkaken
Net als de meeste gewervelden, zij die behoren tot de Gnathostomata, heeft Spinosaurus twee gepaarde onderkaken, een links en een rechts. De onderkaken zijn vooraan verbreed en verhoogd, een bolle onderste rozet vormend. De tanden daarin zijn erg lang. Naar achteren vernauwen de onderkaken snel en lopen uit in rechte stukken die met kleinere tanden bezet zijn. In totaal staan in het tanddragend deel van de onderkaak, het dentarium, ongeveer zestien tanden; in beide onderkaken samen dus ruim dertig. De achterkant van het dentarium is veel hoger, als overgang naar het krachtig gebouwde achterdeel. Daarvan is overigens weinig bekend, alleen een stuk van het os angulare, de onderste hoek. De in hun geheel zwaar gebouwde onderkaken wijzen op een aanzienlijke bijtkracht.

#### Postcrania

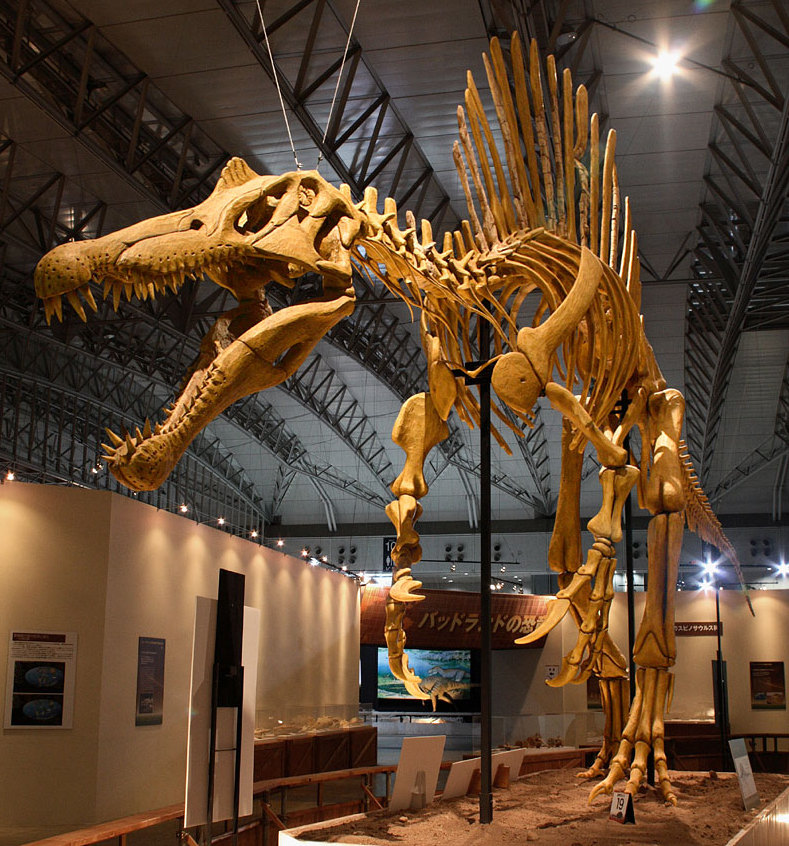
Een skeletmodel

De kennis over de delen achter de schedel, de postcrania, is vooral vergroot door de nieuwe beschrijving uit 2014. De nek is vrij lang en soepel met in zijaanzicht vrij brede maar matig hoge doornuitsteeksels. In de romp zijn vooral de wervels opvallend. In 2014 stelde men dat losse brede voorste ruggenwervels in Egypte gevonden aan Spinosaurus toebehoorden. Hun breedte zou de voorste romp toegestaan hebben wat naar voren te buigen om zo het bereik van de nek te vergroten. Meer naar achteren bevindt zich een enorme rugkam. Ook sommige andere theropoden bezaten verlengde bovenste werveluitsteeksels, bij Spinosaurus echter waren deze doornuitsteeksels, ofwel processus spinosi, op de ruggenwervels uitgegroeid tot een lengte die uniek was voor de groep. Deze spinae waar het dier naar genoemd is, bereiken in het holotype een hoogte tot 167 centimeter, tienmaal die van het wervellichaam, en dan zijn ze nog bovenaan afgebroken. De uitsteeksels zijn daarbij niet lichtgebouwd of dun maar robuust en bladvormig, gevormd uit bijna massief bot. Onderaan hebben ze een ronde verbreding in zijaanzicht die misschien overeenkwam met peesaanhechtingen; boven de smallere bovenmarge daarvan verbreden ze heel geleidelijk weer naar boven toe en buigen daarbij iets naar voren. Meestal wordt aangenomen dat de doornuitsteeksels een hoog zeil droegen, mogelijkerwijze voor een verbeterde afkoeling in het extreem hete klimaat dat in die periode in Afrika heerste. Romer speculeerde dat ze misschien een vetbult ondersteunden, als bij een kameel, maar slechts een enkele onderzoeker is die mening nog toegedaan. Het precieze profiel van dit rugzeil is niet bekend omdat het moeilijk is de onderlinge positie van de wervels te bepalen. Vaak wordt het afgebeeld als een simpele boog. Sommige onderzoekers denken dat enkele van de vermeende ruggenwervels in feite voorste staartwervels waren en het zeil zich dus ver over de staartbasis uitstrekte. De reconstructie uit 2014 echter laat vrij korte doornuitsteeksels op de staartbasis zien en neemt aan dat het zeil boven de heup snel in hoogte afnam. Evenzeer zijn de uitsteeksels van de nekbasis kort zodat de hoogte boven de voorste rug scherp opliep. Het allerlangste doornuitsteeksel, dat bol naar achteren kromt, plaatste men aan de achterhoek van het zeil dat daar dan een hoge punt gehad zou hebben.
De ruggenwervels zijn ook nog om een andere reden opvallend: ze zijn sterk opisthocoel, dat wil zeggen: het voorste facet van het wervellichaam, dat contact maakt met de voorliggende wervel, is bol; het achterste facet waar de bolling van de achterliggende wervel contact moet maken, is overeenkomend hol. De functie van deze eigenschap is onzeker. Het kan zijn dat de ruggengraat hierdoor bijzonder flexibel was doordat de bollingen werkten als bolgewrichten. Het is echter ook mogelijk dat deze bouw juist diende om de wervelkolom te verstijven teneinde een verticale onderlinge verschuiving van de wervels te voorkomen, gezien de grote absolute omvang van Spinosaurus. Grote Sauropoda, de langnekkige dinosauriërs die de grootste landdieren uit de wereldgeschiedenis waren, hebben ook zulke wervels.
In 2014 werd gesteld dat bepaalde achterste staartwervels die in Marokko gevonden waren aan Spinosaurus toegewezen konden worden. Het achterste twee derden deel van de staart zou wervels hebben die vrij kort waren, met korte gewrichtsuitsteeksels en smalle doornuitsteeksels in zijaanzicht. Dit zou het staartuiteinde flexibel gemaakt hebben, voor een voortstuwing in het water. Problematisch hierbij is dat de staartuiteinden van zwemmende Tetrapoda typisch hoog en wat onbuigzaam zijn om beter als een peddel te kunnen fungeren. In 2014 wees men er echter op dat basale beenvissen wel een flexibele staart hebben. In 2020 stelde een studie dat lange doornuitsteeksels en lange chevrons wezen op een voortstuwende staartvin.
In 2014 stelde men dat de arm groter was, ook relatief ten opzichte van het lichaam als geheel, dan bij andere spinosauriden. Dat moest echter weer bewezen worden door het toewijzen en combineren van losse elementen, in dit geval vingerkootjes. Men stelde ook een dragende functie van de voorpoot, gezien de veronderstelde korte lengte van de achterpoot. De voorpoot is robuust gebouwd. Het opperarmbeen heeft een stevige deltopectorale kam. De ellepijp heeft een grote processus olecrani. Dit duidt op een krachtige musculatuur en een goed vermogen de arm te buigen en strekken. De vingerkootjes zijn relatief lang en duiden dus op een relatief lange hand als geheel. Lange gevonden handklauwen zouden ook aan Spinosaurus behoren. Ze zouden gebruikt kunnen zijn voor het slaan en verwonden van waterprooien. De duimklauw is groot en meer gekromd.
In 2014 werden ook bekken en achterpoten van specimen FSAC-KK 11888 beschreven en daarbij werden conclusies getrokken die zeer controversieel zouden blijken te zijn. Het in 2013 gevonden materiaal was zeer disproportioneel klein in verhouding tot het deel van het skelet dat in 2009 bekend was geworden en dat de aanduiding 'Spinosaurus C' gekregen had. De normale conclusie zou zijn dat het om twee verschillende dieren ging. Men wees er in 2014 echter op dat dezelfde proporties ook voorkwamen bij het door Stromer beschreven specimen 'Spinosaurus B' uit Egypte. Ook daarvan was later geconcludeerd dat het dus twee dieren waren. Ditmaal kwam men tot een andere gevolgtrekking: als alle twee bekende vondsten van ruimere postcrania van Spinosaurus dezelfde afwijkende verhoudingen vertonen, dan zal die soort wel echt heel kleine achterste ledematen gehad hebben. Bij Suchomimus zijn die al relatief klein, met een lengte die maar een kwart van de lichaamslengte bedraagt. Spinosaurus zou die trend hebben voortgezet met een relatieve lengte van maar achttien procent. Niet alleen was de achterpoot zelf klein, ook het bekken was overeenkomstig gereduceerd met maar een kort darmbeen. Dat zou maar de helft van de oppervlakte gehad hebben die men voor een theropode van deze grootte zou verwachten. De horizontale kam boven het heupgewricht was laag. Schaambeen en zitbeen waren ook kort. Het dijbeen was korter dan het onderbeen, een verhouding die onder theropoden alleen bij snelle tweevoetige vormen voorkomt. Zo'n gespecialiseerde renner was Spinosaurus zeker niet. De verkorting van het dijbeen werd verklaard als deel van een verandering van de achterpoot in een peddel. Het dijbeen had een krachtige vierde trochanter, een uitsteeksel voor de aanhechting van de Musculus caudofemoralis longus, een spier die het dijbeen naar achteren trekt van de staart uit. Daarentegen waren de onderste gewrichtsknobbels van het dijbeen smal en was op het scheenbeen de crista cnemialis, de kam die bij het dragen van het lichaamsgewicht in een lopende beweging met het dijbeen articuleert, zwak ontwikkeld. Een vergelijking werd getrokken met de gereduceerde achterpoten van vroege walvissen.
Bij de meeste theropoden is de eerste teen vrij kort, een hallux die de grond niet raakte en in min of meerdere mate naar achteren gericht was. De eerste teen van FSAC-KK 11888 was echter lang. Het eerste kootje van de eerste teen was het langste in de voet en zou volgens de beschrijvers de bodem geraakt hebben als het dier stilstond. De voetklauwen waren groot, lang laag en vlak op de onderzijde, anders dan de vaak meer gekromde klauwen van andere grote theropoden. Ze werden vergeleken met de vlakke klauwen van waadvogels. Zulke vogels hebben ook lobben aan hun tenen die verder verbonden zijn door zwemvliezen. De beschrijvers opperden dat de lange teen ontwikkeld was voor het lopen op een zachte ondergrond en dat ook Spinosaurus vliezen had om door het water te peddelen.

## Fylogenie
Spinosaurus behoort per definitie tot de Spinosauridae en de Spinosaurinae. Zijn verwantschappen binnen die groepen kan door dit kladogram worden weergegeven:
| Baryonychinae | \| \| Baryonyx \| \| \| \| \| \| Cristatusaurus \| \| \| \| \| \| Suchomimus \| \| \| \| |
|               | \| \| Baryonyx \| \| \| \| \| \| Cristatusaurus \| \| \| \| \| \| Suchomimus \| \| \| \| |
|               | Baryonyx                                                                                 |
|               |                                                                                          |
|               | Cristatusaurus                                                                           |
|               |                                                                                          |
|               | Suchomimus                                                                               |
|               |                                                                                          |

|  | Baryonyx       |
|  |                |
|  | Cristatusaurus |
|  |                |
|  | Suchomimus     |
|  |                |

| Spinosaurinae | \| \| Irritator \| \| \| \| \| \| Angaturama \| \| \| \| \| \| ?Siamosaurus \| \| \| \| \| \| Spinosaurus \| \| \| \| |
|               | \| \| Irritator \| \| \| \| \| \| Angaturama \| \| \| \| \| \| ?Siamosaurus \| \| \| \| \| \| Spinosaurus \| \| \| \| |
|               | Irritator |
|               | |
|               | Angaturama |
|               | |
|               | ?Siamosaurus |
|               | |
|               | Spinosaurus |
|               | |

|  | Irritator    |
|  |              |
|  | Angaturama   |
|  |              |
|  | ?Siamosaurus |
|  |              |
|  | Spinosaurus  |
|  |              |

| Baryonychinae | \| \| Baryonyx \| \| \| \| \| \| Cristatusaurus \| \| \| \| \| \| Suchomimus \| \| \| \| |
|               | \| \| Baryonyx \| \| \| \| \| \| Cristatusaurus \| \| \| \| \| \| Suchomimus \| \| \| \| |
|               | Baryonyx                                                                                 |
|               |                                                                                          |
|               | Cristatusaurus                                                                           |
|               |                                                                                          |
|               | Suchomimus                                                                               |
|               |                                                                                          |

|  | Baryonyx       |
|  |                |
|  | Cristatusaurus |
|  |                |
|  | Suchomimus     |
|  |                |

| Spinosaurinae | \| \| Irritator \| \| \| \| \| \| Angaturama \| \| \| \| \| \| ?Siamosaurus \| \| \| \| \| \| Spinosaurus \| \| \| \| |
|               | \| \| Irritator \| \| \| \| \| \| Angaturama \| \| \| \| \| \| ?Siamosaurus \| \| \| \| \| \| Spinosaurus \| \| \| \| |
|               | Irritator |
|               | |
|               | Angaturama |
|               | |
|               | ?Siamosaurus |
|               | |
|               | Spinosaurus |
|               | |

|  | Irritator    |
|  |              |
|  | Angaturama   |
|  |              |
|  | ?Siamosaurus |
|  |              |
|  | Spinosaurus  |
|  |              |

Moderne studies ontkennen soms het bestaan van een aparte tak Baryonychinae en tonen Spinosaurus als een nauwe verwant van de Braziliaanse gigant Oxalaia. Het volgende kladogram toont de uitkomsten van een studie uit 2017:
|  | Condorraptor     |
|  |                  |
|  | Marshosaurus     |
|  |                  |
|  | Piatnitzkysaurus |
|  |                  |

|  | Irritator                                                                                |
|  |                                                                                          |
|  | \| \| Oxalaia \| \| \| \| \| \| MSNM V4047 (Spinosaurus of Sigilmassasaurus) \| \| \| \| |
|  |                                                                                          |
|  | Oxalaia                                                                                  |
|  |                                                                                          |
|  | MSNM V4047 (Spinosaurus of Sigilmassasaurus)                                             |
|  |                                                                                          |

|  | Oxalaia                                      |
|  |                                              |
|  | MSNM V4047 (Spinosaurus of Sigilmassasaurus) |
|  |                                              |

|  | Irritator                                                                                |
|  |                                                                                          |
|  | \| \| Oxalaia \| \| \| \| \| \| MSNM V4047 (Spinosaurus of Sigilmassasaurus) \| \| \| \| |
|  |                                                                                          |
|  | Oxalaia                                                                                  |
|  |                                                                                          |
|  | MSNM V4047 (Spinosaurus of Sigilmassasaurus)                                             |
|  |                                                                                          |

|  | Oxalaia                                      |
|  |                                              |
|  | MSNM V4047 (Spinosaurus of Sigilmassasaurus) |
|  |                                              |

|  | Irritator                                                                                |
|  |                                                                                          |
|  | \| \| Oxalaia \| \| \| \| \| \| MSNM V4047 (Spinosaurus of Sigilmassasaurus) \| \| \| \| |
|  |                                                                                          |
|  | Oxalaia                                                                                  |
|  |                                                                                          |
|  | MSNM V4047 (Spinosaurus of Sigilmassasaurus)                                             |
|  |                                                                                          |

|  | Oxalaia                                      |
|  |                                              |
|  | MSNM V4047 (Spinosaurus of Sigilmassasaurus) |
|  |                                              |

|  | Irritator                                                                                |
|  |                                                                                          |
|  | \| \| Oxalaia \| \| \| \| \| \| MSNM V4047 (Spinosaurus of Sigilmassasaurus) \| \| \| \| |
|  |                                                                                          |
|  | Oxalaia                                                                                  |
|  |                                                                                          |
|  | MSNM V4047 (Spinosaurus of Sigilmassasaurus)                                             |
|  |                                                                                          |

|  | Oxalaia                                      |
|  |                                              |
|  | MSNM V4047 (Spinosaurus of Sigilmassasaurus) |
|  |                                              |

|  | Condorraptor     |
|  |                  |
|  | Marshosaurus     |
|  |                  |
|  | Piatnitzkysaurus |
|  |                  |

|  | Irritator                                                                                |
|  |                                                                                          |
|  | \| \| Oxalaia \| \| \| \| \| \| MSNM V4047 (Spinosaurus of Sigilmassasaurus) \| \| \| \| |
|  |                                                                                          |
|  | Oxalaia                                                                                  |
|  |                                                                                          |
|  | MSNM V4047 (Spinosaurus of Sigilmassasaurus)                                             |
|  |                                                                                          |

|  | Oxalaia                                      |
|  |                                              |
|  | MSNM V4047 (Spinosaurus of Sigilmassasaurus) |
|  |                                              |

|  | Irritator                                                                                |
|  |                                                                                          |
|  | \| \| Oxalaia \| \| \| \| \| \| MSNM V4047 (Spinosaurus of Sigilmassasaurus) \| \| \| \| |
|  |                                                                                          |
|  | Oxalaia                                                                                  |
|  |                                                                                          |
|  | MSNM V4047 (Spinosaurus of Sigilmassasaurus)                                             |
|  |                                                                                          |

|  | Oxalaia                                      |
|  |                                              |
|  | MSNM V4047 (Spinosaurus of Sigilmassasaurus) |
|  |                                              |

|  | Irritator                                                                                |
|  |                                                                                          |
|  | \| \| Oxalaia \| \| \| \| \| \| MSNM V4047 (Spinosaurus of Sigilmassasaurus) \| \| \| \| |
|  |                                                                                          |
|  | Oxalaia                                                                                  |
|  |                                                                                          |
|  | MSNM V4047 (Spinosaurus of Sigilmassasaurus)                                             |
|  |                                                                                          |

|  | Oxalaia                                      |
|  |                                              |
|  | MSNM V4047 (Spinosaurus of Sigilmassasaurus) |
|  |                                              |

|  | Irritator                                                                                |
|  |                                                                                          |
|  | \| \| Oxalaia \| \| \| \| \| \| MSNM V4047 (Spinosaurus of Sigilmassasaurus) \| \| \| \| |
|  |                                                                                          |
|  | Oxalaia                                                                                  |
|  |                                                                                          |
|  | MSNM V4047 (Spinosaurus of Sigilmassasaurus)                                             |
|  |                                                                                          |

|  | Oxalaia                                      |
|  |                                              |
|  | MSNM V4047 (Spinosaurus of Sigilmassasaurus) |
|  |                                              |

In 2018 werd Spinosaurus door Thomas Arden in een nog engere Spinosaurini geplaatst:
|  | Baryonyx walkeri      |
|  |                       |
|  | Suchomimus tenerensis |
|  |                       |

|              | Irritator challengeri |
|              | |
|              | Oxalaia quilombensis |
|              | |
| Spinosaurini | \| \| Gara Samani-taxon \| \| \| \| \| \| Sigilmassasaurus brevicollis \| \| \| \| \| \| Spinosaurus aegyptiacus \| \| \| \| |
|              | \| \| Gara Samani-taxon \| \| \| \| \| \| Sigilmassasaurus brevicollis \| \| \| \| \| \| Spinosaurus aegyptiacus \| \| \| \| |
|              | Gara Samani-taxon |
|              | |
|              | Sigilmassasaurus brevicollis                                                                                                 |
|              | |
|              | Spinosaurus aegyptiacus |
|              | |

|  | Gara Samani-taxon            |
|  |                              |
|  | Sigilmassasaurus brevicollis |
|  |                              |
|  | Spinosaurus aegyptiacus      |
|  |                              |

|              | Irritator challengeri |
|              | |
|              | Oxalaia quilombensis |
|              | |
| Spinosaurini | \| \| Gara Samani-taxon \| \| \| \| \| \| Sigilmassasaurus brevicollis \| \| \| \| \| \| Spinosaurus aegyptiacus \| \| \| \| |
|              | \| \| Gara Samani-taxon \| \| \| \| \| \| Sigilmassasaurus brevicollis \| \| \| \| \| \| Spinosaurus aegyptiacus \| \| \| \| |
|              | Gara Samani-taxon |
|              | |
|              | Sigilmassasaurus brevicollis                                                                                                 |
|              | |
|              | Spinosaurus aegyptiacus |
|              | |

|  | Gara Samani-taxon            |
|  |                              |
|  | Sigilmassasaurus brevicollis |
|  |                              |
|  | Spinosaurus aegyptiacus      |
|  |                              |

|              | Irritator challengeri |
|              | |
|              | Oxalaia quilombensis |
|              | |
| Spinosaurini | \| \| Gara Samani-taxon \| \| \| \| \| \| Sigilmassasaurus brevicollis \| \| \| \| \| \| Spinosaurus aegyptiacus \| \| \| \| |
|              | \| \| Gara Samani-taxon \| \| \| \| \| \| Sigilmassasaurus brevicollis \| \| \| \| \| \| Spinosaurus aegyptiacus \| \| \| \| |
|              | Gara Samani-taxon |
|              | |
|              | Sigilmassasaurus brevicollis                                                                                                 |
|              | |
|              | Spinosaurus aegyptiacus |
|              | |

|  | Gara Samani-taxon            |
|  |                              |
|  | Sigilmassasaurus brevicollis |
|  |                              |
|  | Spinosaurus aegyptiacus      |
|  |                              |

|              | Irritator challengeri |
|              | |
|              | Oxalaia quilombensis |
|              | |
| Spinosaurini | \| \| Gara Samani-taxon \| \| \| \| \| \| Sigilmassasaurus brevicollis \| \| \| \| \| \| Spinosaurus aegyptiacus \| \| \| \| |
|              | \| \| Gara Samani-taxon \| \| \| \| \| \| Sigilmassasaurus brevicollis \| \| \| \| \| \| Spinosaurus aegyptiacus \| \| \| \| |
|              | Gara Samani-taxon |
|              | |
|              | Sigilmassasaurus brevicollis                                                                                                 |
|              | |
|              | Spinosaurus aegyptiacus |
|              | |

|  | Gara Samani-taxon            |
|  |                              |
|  | Sigilmassasaurus brevicollis |
|  |                              |
|  | Spinosaurus aegyptiacus      |
|  |                              |

|              | Irritator challengeri |
|              | |
|              | Oxalaia quilombensis |
|              | |
| Spinosaurini | \| \| Gara Samani-taxon \| \| \| \| \| \| Sigilmassasaurus brevicollis \| \| \| \| \| \| Spinosaurus aegyptiacus \| \| \| \| |
|              | \| \| Gara Samani-taxon \| \| \| \| \| \| Sigilmassasaurus brevicollis \| \| \| \| \| \| Spinosaurus aegyptiacus \| \| \| \| |
|              | Gara Samani-taxon |
|              | |
|              | Sigilmassasaurus brevicollis                                                                                                 |
|              | |
|              | Spinosaurus aegyptiacus |
|              | |

|  | Gara Samani-taxon            |
|  |                              |
|  | Sigilmassasaurus brevicollis |
|  |                              |
|  | Spinosaurus aegyptiacus      |
|  |                              |

|              | Irritator challengeri |
|              | |
|              | Oxalaia quilombensis |
|              | |
| Spinosaurini | \| \| Gara Samani-taxon \| \| \| \| \| \| Sigilmassasaurus brevicollis \| \| \| \| \| \| Spinosaurus aegyptiacus \| \| \| \| |
|              | \| \| Gara Samani-taxon \| \| \| \| \| \| Sigilmassasaurus brevicollis \| \| \| \| \| \| Spinosaurus aegyptiacus \| \| \| \| |
|              | Gara Samani-taxon |
|              | |
|              | Sigilmassasaurus brevicollis                                                                                                 |
|              | |
|              | Spinosaurus aegyptiacus |
|              | |

|  | Gara Samani-taxon            |
|  |                              |
|  | Sigilmassasaurus brevicollis |
|  |                              |
|  | Spinosaurus aegyptiacus      |
|  |                              |

|              | Irritator challengeri |
|              | |
|              | Oxalaia quilombensis |
|              | |
| Spinosaurini | \| \| Gara Samani-taxon \| \| \| \| \| \| Sigilmassasaurus brevicollis \| \| \| \| \| \| Spinosaurus aegyptiacus \| \| \| \| |
|              | \| \| Gara Samani-taxon \| \| \| \| \| \| Sigilmassasaurus brevicollis \| \| \| \| \| \| Spinosaurus aegyptiacus \| \| \| \| |
|              | Gara Samani-taxon |
|              | |
|              | Sigilmassasaurus brevicollis                                                                                                 |
|              | |
|              | Spinosaurus aegyptiacus |
|              | |

|  | Gara Samani-taxon            |
|  |                              |
|  | Sigilmassasaurus brevicollis |
|  |                              |
|  | Spinosaurus aegyptiacus      |
|  |                              |

|              | Irritator challengeri |
|              | |
|              | Oxalaia quilombensis |
|              | |
| Spinosaurini | \| \| Gara Samani-taxon \| \| \| \| \| \| Sigilmassasaurus brevicollis \| \| \| \| \| \| Spinosaurus aegyptiacus \| \| \| \| |
|              | \| \| Gara Samani-taxon \| \| \| \| \| \| Sigilmassasaurus brevicollis \| \| \| \| \| \| Spinosaurus aegyptiacus \| \| \| \| |
|              | Gara Samani-taxon |
|              | |
|              | Sigilmassasaurus brevicollis                                                                                                 |
|              | |
|              | Spinosaurus aegyptiacus |
|              | |

|  | Gara Samani-taxon            |
|  |                              |
|  | Sigilmassasaurus brevicollis |
|  |                              |
|  | Spinosaurus aegyptiacus      |
|  |                              |

|  | Baryonyx walkeri      |
|  |                       |
|  | Suchomimus tenerensis |
|  |                       |

|              | Irritator challengeri |
|              | |
|              | Oxalaia quilombensis |
|              | |
| Spinosaurini | \| \| Gara Samani-taxon \| \| \| \| \| \| Sigilmassasaurus brevicollis \| \| \| \| \| \| Spinosaurus aegyptiacus \| \| \| \| |
|              | \| \| Gara Samani-taxon \| \| \| \| \| \| Sigilmassasaurus brevicollis \| \| \| \| \| \| Spinosaurus aegyptiacus \| \| \| \| |
|              | Gara Samani-taxon |
|              | |
|              | Sigilmassasaurus brevicollis                                                                                                 |
|              | |
|              | Spinosaurus aegyptiacus |
|              | |

|  | Gara Samani-taxon            |
|  |                              |
|  | Sigilmassasaurus brevicollis |
|  |                              |
|  | Spinosaurus aegyptiacus      |
|  |                              |

|              | Irritator challengeri |
|              | |
|              | Oxalaia quilombensis |
|              | |
| Spinosaurini | \| \| Gara Samani-taxon \| \| \| \| \| \| Sigilmassasaurus brevicollis \| \| \| \| \| \| Spinosaurus aegyptiacus \| \| \| \| |
|              | \| \| Gara Samani-taxon \| \| \| \| \| \| Sigilmassasaurus brevicollis \| \| \| \| \| \| Spinosaurus aegyptiacus \| \| \| \| |
|              | Gara Samani-taxon |
|              | |
|              | Sigilmassasaurus brevicollis                                                                                                 |
|              | |
|              | Spinosaurus aegyptiacus |
|              | |

|  | Gara Samani-taxon            |
|  |                              |
|  | Sigilmassasaurus brevicollis |
|  |                              |
|  | Spinosaurus aegyptiacus      |
|  |                              |

|              | Irritator challengeri |
|              | |
|              | Oxalaia quilombensis |
|              | |
| Spinosaurini | \| \| Gara Samani-taxon \| \| \| \| \| \| Sigilmassasaurus brevicollis \| \| \| \| \| \| Spinosaurus aegyptiacus \| \| \| \| |
|              | \| \| Gara Samani-taxon \| \| \| \| \| \| Sigilmassasaurus brevicollis \| \| \| \| \| \| Spinosaurus aegyptiacus \| \| \| \| |
|              | Gara Samani-taxon |
|              | |
|              | Sigilmassasaurus brevicollis                                                                                                 |
|              | |
|              | Spinosaurus aegyptiacus |
|              | |

|  | Gara Samani-taxon            |
|  |                              |
|  | Sigilmassasaurus brevicollis |
|  |                              |
|  | Spinosaurus aegyptiacus      |
|  |                              |

|              | Irritator challengeri |
|              | |
|              | Oxalaia quilombensis |
|              | |
| Spinosaurini | \| \| Gara Samani-taxon \| \| \| \| \| \| Sigilmassasaurus brevicollis \| \| \| \| \| \| Spinosaurus aegyptiacus \| \| \| \| |
|              | \| \| Gara Samani-taxon \| \| \| \| \| \| Sigilmassasaurus brevicollis \| \| \| \| \| \| Spinosaurus aegyptiacus \| \| \| \| |
|              | Gara Samani-taxon |
|              | |
|              | Sigilmassasaurus brevicollis                                                                                                 |
|              | |
|              | Spinosaurus aegyptiacus |
|              | |

|  | Gara Samani-taxon            |
|  |                              |
|  | Sigilmassasaurus brevicollis |
|  |                              |
|  | Spinosaurus aegyptiacus      |
|  |                              |

|              | Irritator challengeri |
|              | |
|              | Oxalaia quilombensis |
|              | |
| Spinosaurini | \| \| Gara Samani-taxon \| \| \| \| \| \| Sigilmassasaurus brevicollis \| \| \| \| \| \| Spinosaurus aegyptiacus \| \| \| \| |
|              | \| \| Gara Samani-taxon \| \| \| \| \| \| Sigilmassasaurus brevicollis \| \| \| \| \| \| Spinosaurus aegyptiacus \| \| \| \| |
|              | Gara Samani-taxon |
|              | |
|              | Sigilmassasaurus brevicollis                                                                                                 |
|              | |
|              | Spinosaurus aegyptiacus |
|              | |

|  | Gara Samani-taxon            |
|  |                              |
|  | Sigilmassasaurus brevicollis |
|  |                              |
|  | Spinosaurus aegyptiacus      |
|  |                              |

|              | Irritator challengeri |
|              | |
|              | Oxalaia quilombensis |
|              | |
| Spinosaurini | \| \| Gara Samani-taxon \| \| \| \| \| \| Sigilmassasaurus brevicollis \| \| \| \| \| \| Spinosaurus aegyptiacus \| \| \| \| |
|              | \| \| Gara Samani-taxon \| \| \| \| \| \| Sigilmassasaurus brevicollis \| \| \| \| \| \| Spinosaurus aegyptiacus \| \| \| \| |
|              | Gara Samani-taxon |
|              | |
|              | Sigilmassasaurus brevicollis                                                                                                 |
|              | |
|              | Spinosaurus aegyptiacus |
|              | |

|  | Gara Samani-taxon            |
|  |                              |
|  | Sigilmassasaurus brevicollis |
|  |                              |
|  | Spinosaurus aegyptiacus      |
|  |                              |

|              | Irritator challengeri |
|              | |
|              | Oxalaia quilombensis |
|              | |
| Spinosaurini | \| \| Gara Samani-taxon \| \| \| \| \| \| Sigilmassasaurus brevicollis \| \| \| \| \| \| Spinosaurus aegyptiacus \| \| \| \| |
|              | \| \| Gara Samani-taxon \| \| \| \| \| \| Sigilmassasaurus brevicollis \| \| \| \| \| \| Spinosaurus aegyptiacus \| \| \| \| |
|              | Gara Samani-taxon |
|              | |
|              | Sigilmassasaurus brevicollis                                                                                                 |
|              | |
|              | Spinosaurus aegyptiacus |
|              | |

|  | Gara Samani-taxon            |
|  |                              |
|  | Sigilmassasaurus brevicollis |
|  |                              |
|  | Spinosaurus aegyptiacus      |
|  |                              |

|              | Irritator challengeri |
|              | |
|              | Oxalaia quilombensis |
|              | |
| Spinosaurini | \| \| Gara Samani-taxon \| \| \| \| \| \| Sigilmassasaurus brevicollis \| \| \| \| \| \| Spinosaurus aegyptiacus \| \| \| \| |
|              | \| \| Gara Samani-taxon \| \| \| \| \| \| Sigilmassasaurus brevicollis \| \| \| \| \| \| Spinosaurus aegyptiacus \| \| \| \| |
|              | Gara Samani-taxon |
|              | |
|              | Sigilmassasaurus brevicollis                                                                                                 |
|              | |
|              | Spinosaurus aegyptiacus |
|              | |

|  | Gara Samani-taxon            |
|  |                              |
|  | Sigilmassasaurus brevicollis |
|  |                              |
|  | Spinosaurus aegyptiacus      |
|  |                              |

De verschillende verwanten kan men naar hun voorkomen in de tijd vergelijken, waaruit blijkt dat Spinosaurus de laatste bekende spinosauride is:

## Levenswijze

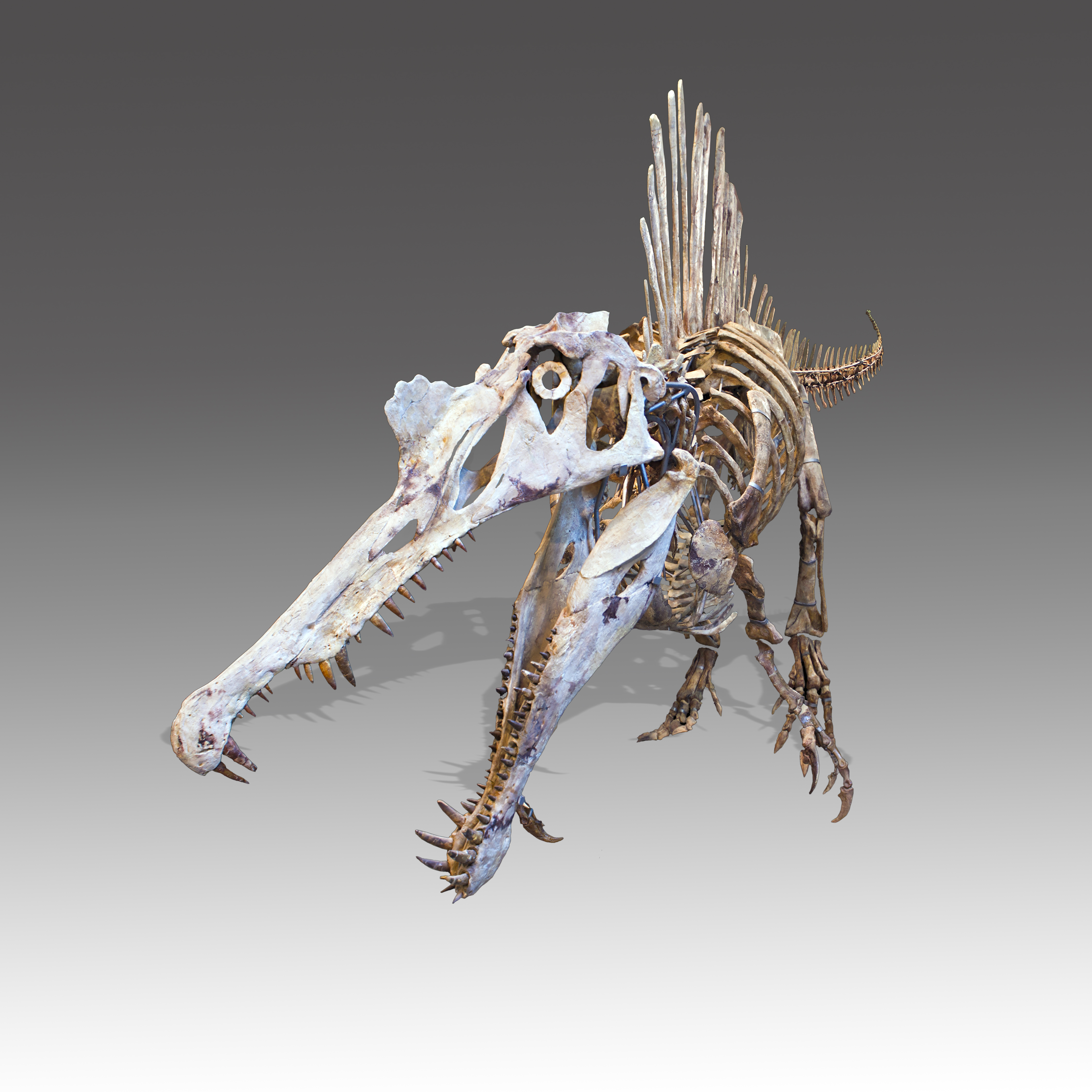
Het kan zijn dat Spinosaurus met zijn vrij korte achterpoten voornamelijk een waterdier was

Lang werd gedacht dat Spinosaurus dezelfde levenswijze had als andere grote theropoden: die van jager op grote dinosauriërs. Slechts het onderste deel van de schedel was bekend en men nam aan dat het dier een grote vrij bolle kop had die geschikt was om krachtige beten toe te brengen. Pas sinds de jaren tachtig is duidelijk geworden hoe plat de schedel was. De krokodilachtige vorm leidde tot de hypothese dat Spinosaurus op vissen joeg, iets wat ook in overeenstemming was met het bezit van kegelvormige tanden die goed in staat zijn een grote glibberige prooi vast te houden. Een platte kop biedt het voordeel dat bij een zijwaartse beweging een kleinere schokgolf in het water wordt opgewekt zodat de vissen niet voortijdig gewaarschuwd worden. Spinosaurus zou dan staand aan de waterkant als een reusachtige reiger met zijn bek door het water geschaard kunnen hebben. Een andere mogelijkheid was dat hij zwom, iets wat ondersteund wordt door een onderzoek uit 2010 dat concludeerde dat spinosauriden gezien de verhouding van zuurstofisotopen tijdens hun botopbouw een vrij lage lichaamstemperatuur hebben bezeten, een aanwijzing voor een aquatische levenswijze.

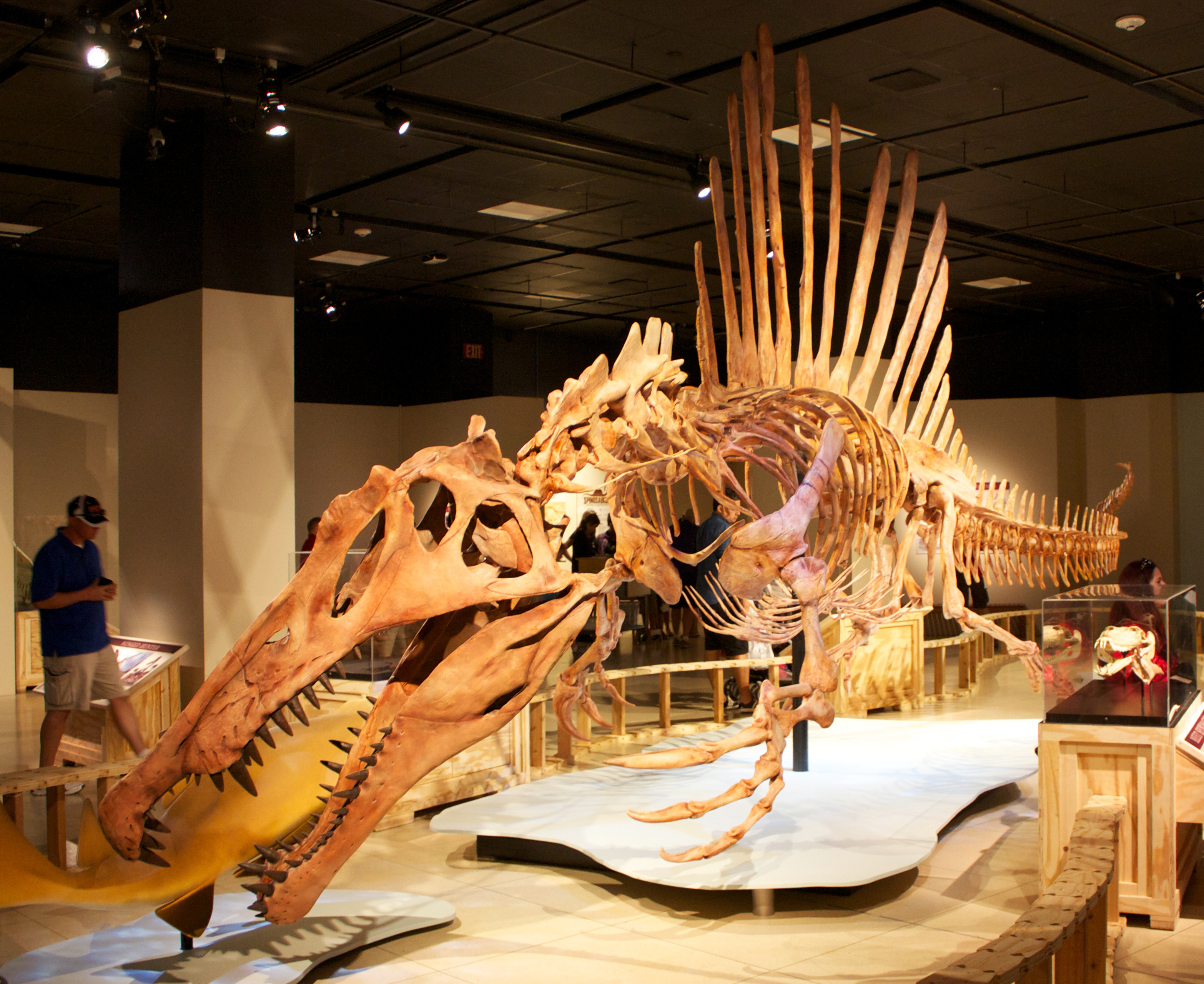
Spinosaurus in een zwemmende houding

De herbeschrijving uit 2014 concludeerde dat er sterke aanpassingen waren voor een leven in het water. De korte achterpoten en het zwakke bekken waren niet erg geschikt om op te lopen en dienden kennelijk om mee te peddelen. Daarop wezen ook de brede voeten waarvan de eerste teen opvallend vergroot was. De flexibele ruggengraat zou gebruikt kunnen zijn om als een aal door het water te kronkelen. De lange nek zou gediend hebben om onder water vissen te grijpen. Dat het dier dook, zou bewezen worden door de uitzonderlijk dichte botten van de ledematen die het soortelijk gewicht vergrootten. De beenderen hadden niet alleen een dichte botstructuur maar waren ook vrijwel massief, zonder holte in het midden, wat bij dinosauriërs zeer zeldzaam is. De achterwaarts gelegen neusgaten zouden het dier in staat gesteld hebben adem te halen bij een ondiepe duik. De vele gaatjes in de snuit, zo'n honderdvijftig, zouden druksensoren bevat hebben, die waarnamen of er een prooi langs zwom. Die organen zouden in verbinding gestaan hebben met uitlopers van een hersenzenuw, de nervus trigeminus. Bij het zwemmen zou de staart de belangrijkste voortstuwing geleverd hebben. Het werd niet precies uitgelegd hoe dit zou kunnen werken. Ondanks de bolle voorste condylen van de ruggenwervels moet de romp niet al te soepel geweest zijn. Een heel belangrijke voortdrijvende kracht kan die niet geleverd hebben, zelfs als het zeil in aanmerking genomen wordt. Dat zeil zou een rollende beweging tijdens het zwemmen ook belemmerd hebben; dat kan echter zoals Jan Gimsa in 2016 stelde ook een voordeel geweest zijn omdat het de hoge romp gestabiliseerd zou hebben. Daarbij sloot de opzichtige structuur een niche als ambush predator zoals moderne krokodillen vervullen vrijwel uit: het zal iedere landprooi onmiddellijk duidelijk geweest zijn dat er een enorme spinosaurus in het water lag. Een kronkelende staart zou het dier hebben kunnen voortstuwen maar dan zou men vinnen aan het staartuiteinde verwachten. Dat werd echter juist als extra flexibel beschreven. Spinosaurus kon vrijwel zeker zwemmen maar was bepaald niet hydrodynamisch gebouwd en was met zijn gigantische lichaamsomvang en een lengte gelijk aan een moderne potvis geen geloofwaardige kandidaat voor een eerste stap op weg naar een 'theropode walvis'.

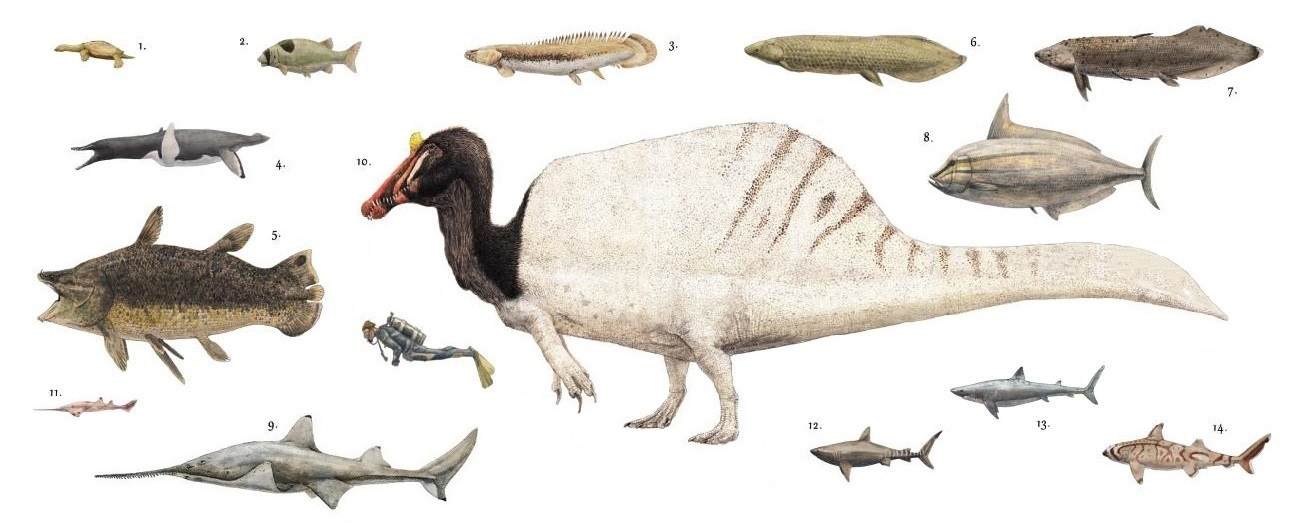
Een semi-aquatische Spinosaurus met andere waterbewoners van de Bahariya

Omdat er vrij grote vissen in zijn biotoop leefden (Lepidotes, Neoceratodus, Mawsonia, Stromerichthys, Onchopristis, Baharipristis, Marckgrafia, Squalicorax, Tribodus), tot drie meter lang, zouden ze een constante en rijke voedselbron kunnen zijn geweest om een zeer groot lichaam te onderhouden. Niet alle geleerden zijn echter overtuigd van dit scenario. De grijpende bek kan ook gebruikt zijn voor het jagen op kleinere landdieren. Spinosaurus kan gezien zijn grootte, gecombineerd met een langwerpige bouw, echter niet erg wendbaar zijn geweest. Ook zijn dergelijke kleinere dieren niet teruggevonden: de grote sauropoden Aegyptosaurus en Paralititan zijn de enige planteneters die geïdentificeerd zijn. Daarbij vervulden andere theropoden kennelijk deze niche: Carcharodontosaurus en Bahariasaurus. Aan de andere kant waren er ook rovende zoetwaterkrokodillen als Libycosuchus en Stomatosuchus. Een studie uit 2013 concludeerde dat de kop niet speciaal geschikt was om een zijdelingse spartelende beweging van een prooi te weerstaan; vooral verticale krachten konden goed worden opgevangen. Dit past slecht bij zowel de hypothese dat vissen werden gevangen als de gedachte dat kleinere landdieren het voedsel waren. De onderzoekers opperden dat Spinosaurus gezien zijn enorme absolute grootte dergelijke aanpassingen ook niet nodig had. In 2016 maakte Jamal Ijouiher een voorlopige opzet openbaar van een artikel over de ecologie van de Bahariyaformatie. De lagen in de oase zijn afgezet in een groot mangrovemoeras aan de kust van de Tethysoceaan, met een diepte van drie tot zes meter. Het klimaat was heet; de locatie was indertijd maar tien graden boven de evenaar gelegen. Behalve de vissen waren er schildpadden (Apertotemporalis), zeeslangen (Simoliophis), Crocodylomorpha (Stomatosuchus, Aegyptosuchus, Libycosuchus), en Plesiosauria (Stromer dacht resten gevonden te hebben van Leptocleidus maar het gaat vermoedelijk om een andere soort). Andere theropoden omvatten de door Stromer benoemde Bahariasaurus en verder Carcharodontosaurus. Sauropoda omvatten Aegyptosaurus en Paralititan. Euornithopoda zijn niet aangetroffen. Het systeem was zeer productief door een grote concentratie aan voedingsstoffen; later in het Krijt zou eutrofie optreden. De meeste aangetroffen landdieren waren vermoedelijk niet uniek voor het mangrovemoeras en bezochten het gebied vanuit omliggende hogere landschappen.

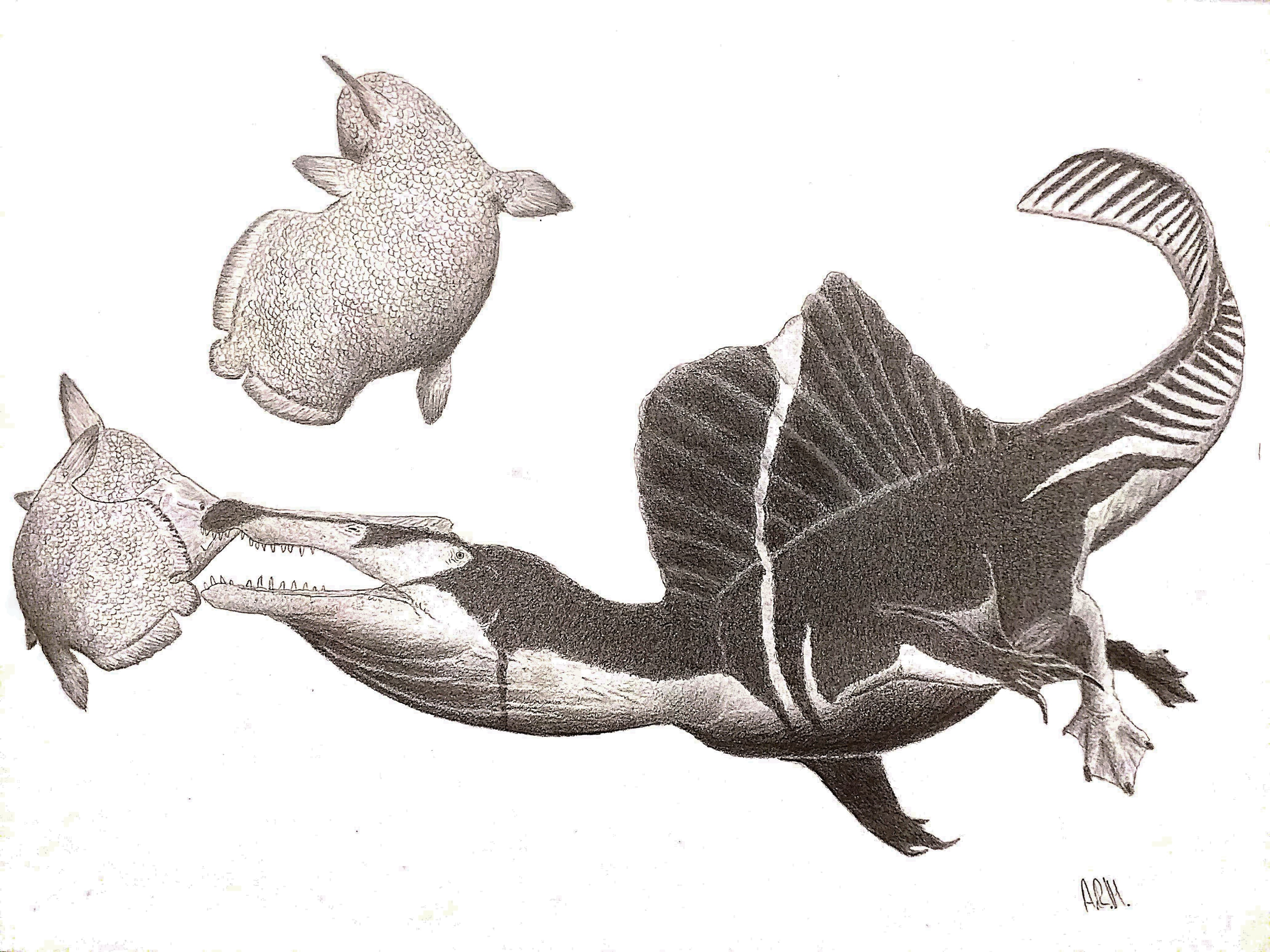
Volgens Ibrahim was Spinosaurus een zwemmende rover

De functie van het rugzeil is niet erg duidelijk. Als het dier steeds bij het water leefde, kan het daarin verkoeling hebben gezocht en was het zeil dus niet erg nodig om af te koelen. Misschien dat het diende om op te warmen, een functie die vooral relevant zou zijn geweest als Spinosaurus een vrij laag rustmetabolisme zou hebben gehad. Een andere mogelijkheid is dat het diende voor de communicatie binnen de soort. Een viseter heeft er veel belang bij een bepaald beperkt territorium heel goed te verdedigen tegen concurrenten en de rugkam kan dan gebruikt zijn om mededingers te overbluffen; wellicht was het daartoe felgekleurd. Al Stromer trok een vergelijking met de kameleon Trioceros cristatus. In 2014 stelde men dat de basis van de doornuitsteeksels gediend zou kunnen hebben als verankering van de epaxiale musculatuur die voor het zwemmen gebruikt werd. De lange bladen echter, met dicht bot en van elkaar afstaand, zouden strak met huid zijn omtrokken en als pronkorgaan hebben gediend.

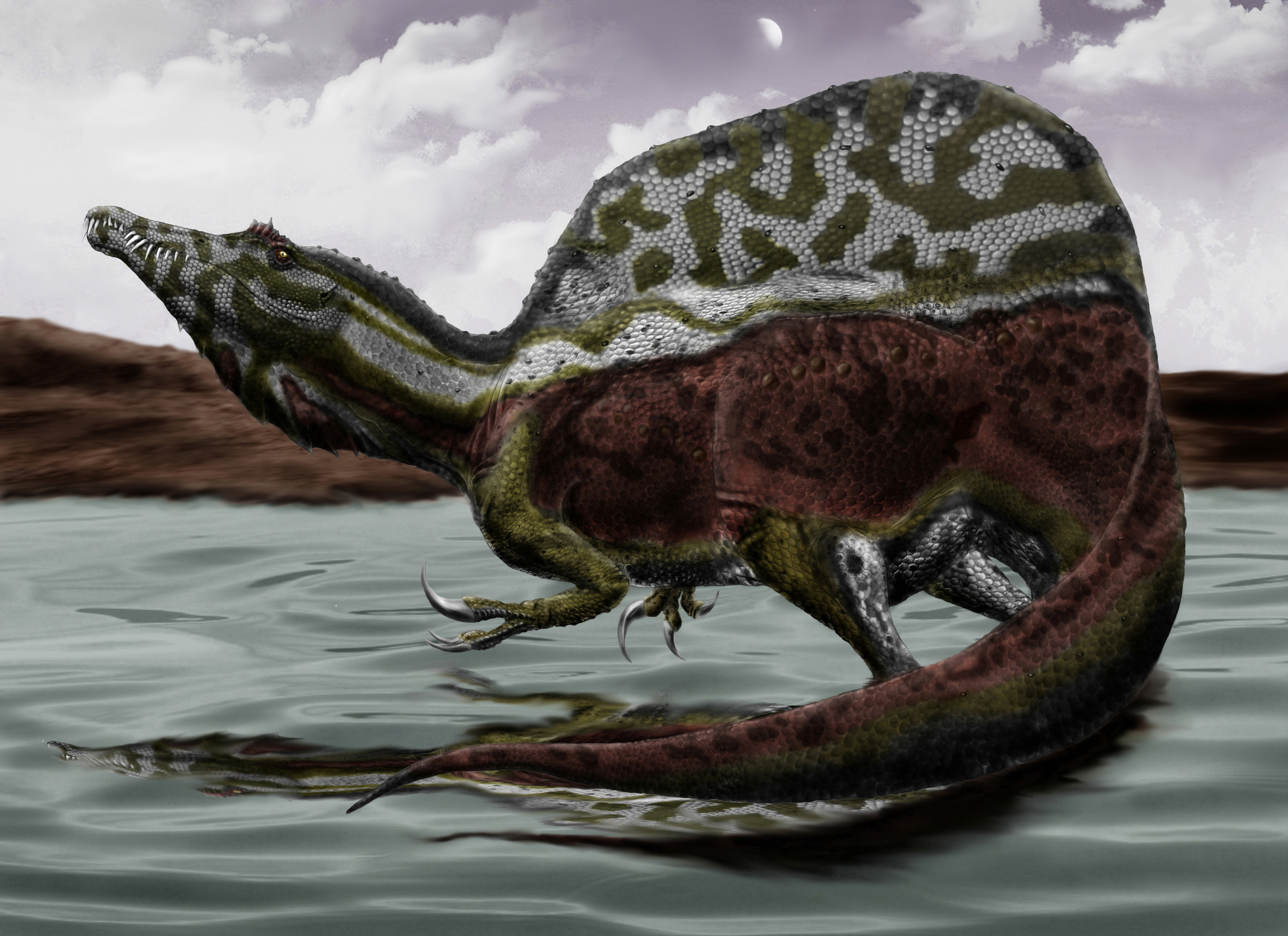
Hone hing in 2021 een traditionelere interpretatie aan

De studie uit 2018 over de schedeldaken meldde hoge oogkassen die boven de rest van het schedeldak uitstaken. Dat zou de hypothese van een zwemmende levenswijze bevestigen omdat de oogkassen kennelijk bedoeld waren om net boven de waterspiegel uit steken.
In 2018 publiceerde Donald Henderson een studie naar de stabiliteit van Spinosaurus op zowel het land als in het water. Henderson concludeerde dat het dier tijdens het zwemmen uitgesproken labiel was. Op zich was de gewichtsverdeling zodanig dat Spinosaurus goed kon drijven, de kop boven water houdend, zoals bij de meeste Amniota. De hoge romp zou er echter toe geleid hebben dat het dier steeds gevaar liep om te rollen. Eenmaal in zo'n positie kon Spinosaurus door het hoge zeil heel lastig weer verticaal rollen, zeker onder water duikend. Daarentegen bleek de gewichtsverdeling verrassend geschikt om mee te lopen. Ondanks de lage romp lag het zwaartepunt vlak voor de heupen. Zo was een tweevoetige gang mogelijk zonder de noodzaak op de armen te steunen.
Volgens de studie uit 2020 die een hoge staartkam beschreef, zou Spinosaurus een aquatic pursuit predator geweest zijn, dus een roofdier dat zwemmend zijn prooi achtervolgde. In 2021 werd dit weer ontkend door David Hone en Thomas Holtz, die concludeerden dat er geen gegevens waren die strijdig waren met een wadende levenswijze als roofdier dat vissen ving van de oever af. Daarbij wezen ze erop dat de schedel niet verticaal afgeplat was. Ogen noch neusgaten zouden bijzonder hoog geplaatst zijn. Anders dan Ibrahim stelde, zouden ook de voetklauwen niet sterker afgeplat zijn dan bij veel andere grote theropoden. Spinosaurus had vrij grote tanden en dat zagen ze als een aanpassing om grote vissen met een huidpantser te kraken. Dat er veel spinosaurustanden in rivierafzettingen worden gevonden, zou veroorzaakt zijn door het grote aantal dat in de schedel aanwezig was gecombineerd met een snellere tandwisseling. Ibrahim reconstrueerde de nek als vrij recht maar volgens Hone & Holtz had die de gebruikelijke S-vorm met een goede verticale bewegingsvrijheid. De staart zou gebruikt kunnen zijn om te zwemmen maar Hone & Holtz wezen erop dat er geen aanhechting was voor een vergrote musculatuur. Evenmin had de staartpunt een vergrote flexibiliteit of verstijving, twee methoden om de stuwkracht te vermeerderen. Het voortstuwend vermogen was minder dan bij krokodilachtigen die zelf al geen heel snelle zwemmers zijn en meestal jagen uit een hinderlaag. Daarbij zou het vreemd zijn dat op de staart behalve de doornuitsteeksels op de bovenkant niet ook de chevrons aan de onderkant verlengd zouden zijn als de hoofdfunctie van die verlenging het vergroten van de stuwkracht was. 
In 2014 stelde Ibrahim dat Spinosaurus zijn achterpoten gebruikte om mee te peddelen. Dat is echter geen efficiënte methode van voortbeweging en wekt te veel turbulente op om snel mee te kunnen zwemmen. Wellicht dat de gestelde reductie van de achterpoten het gevolg was van een overgang naar een dominantie van de staart maar Ibrahim maakte dat punt in 2020 niet. Daarbij bleef de musculatuur van de achterpoot krachtig. Gezien de absolute lengte stonden verkorte achterpoten waden niet in de weg. De romp van Spinosaurus was niet flexibel genoeg voor een golvende beweging. Een stijve romp kan ook gebruikt worden voor een tunniforme voortstuwing met een hoge slagfrequentie van de staart maar daarvoor was die staart dan weer niet kort en stijf genoeg. Het rugzeil was stijf en kon niet mee golven. Het grote lichaam van Spinosaurus zou een enorme waterweerstand hebben opgewekt. Het had niet de optimale sferoïde vorm die walvissen en zeehonden kenmerkt. De lange kop en nek, de niet-gereduceerde voorpoten en vooral het rugzeil impliceren een grote weerstand. Dat zou verergerd worden als het zeil het M-profiel had dat Ibrahim het waarschijnlijkst vindt. De achterpoten waren dan wel verkort maar konden vermoedelijk niet naar achteren worden geklapt in het verlengde van het lichaam. Dit alles zou zowel de maximumsnelheid als de versnelling beperkt hebben. Het hoge lichaam gecombineerd met het in het algemeen lichte pneumatische skelet zou sterk de neiging hebben gehad aan het oppervlak te blijven drijven en daar om te slaan. Gespecialiseerde zwemmers onder de Amniota tonen typisch een sterke verdichting van het bot. Volgens Ibrahim toonden sommige botten wel een verdichting maar Hone & Holtz vonden Hendersons schatting van een soortelijk gewicht van 0,833 nog steeds aannemelijk zodat het dier een grote krachtsinspanning zou hebben moeten leveren om te duiken. Duiken is voor een horizontale achtervolging echter tweemaal efficiënter dan aan het oppervlak zwemmen. Opnieuw zou het zeil dit probleem verergerd hebben. Golfwerking zou de weerstand verder hebben verhoogd. Het dier zou daarom om efficiënt te kunnen duiken water hebben moeten vinden met een minimale diepte van zes meter wat niet past bij de ondiepe stromen en mangrovebossen waarin de fossielen zijn afgezet.

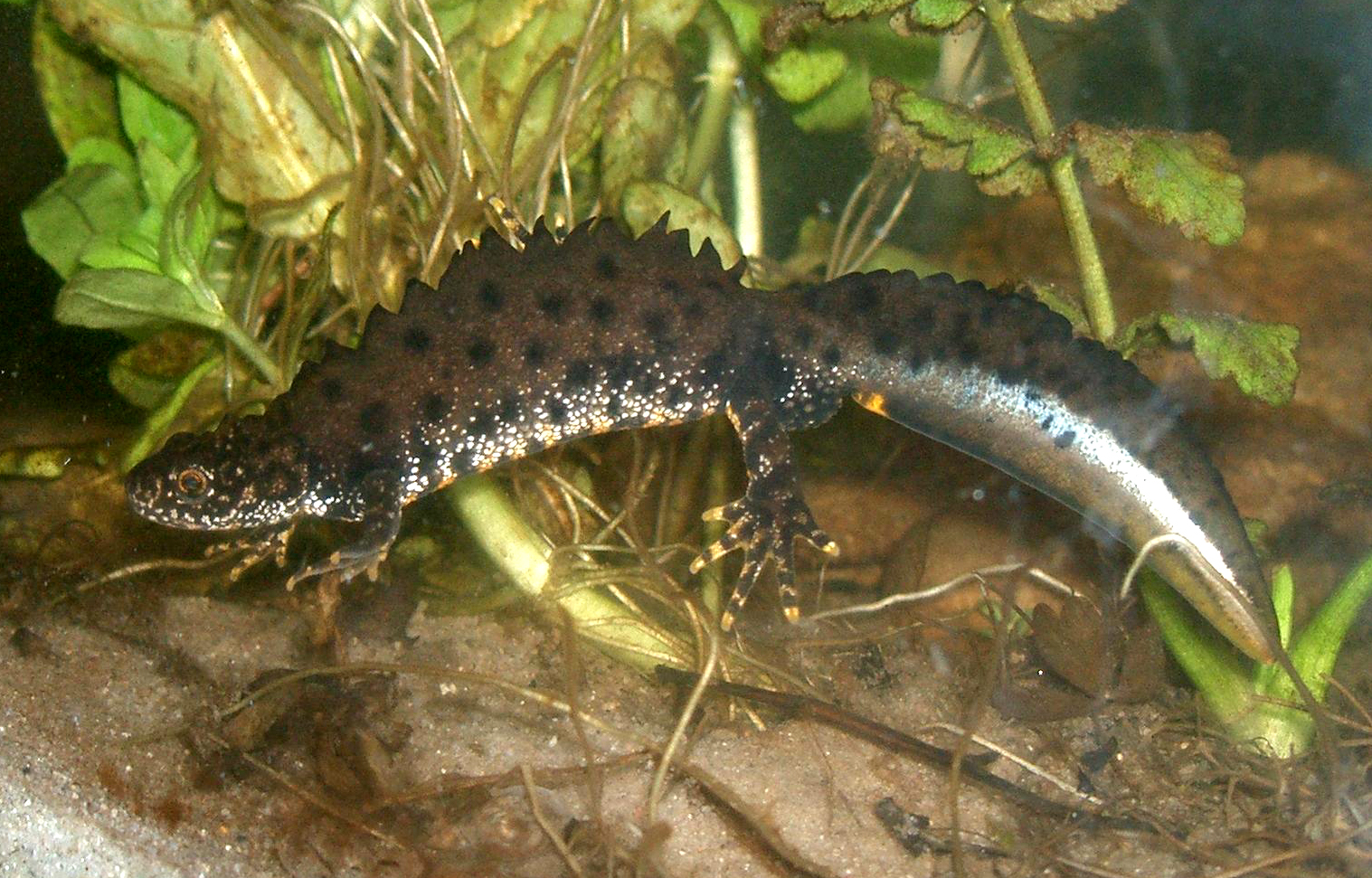
Is de kamsalamander een goed model voor Spinosaurus?

Hone & Holtz concludeerden dat het rugzeil vermoedelijk diende voor het geven van een sociaal, meer in het bijzonder seksueel, signaal. Dan zou de simpelste verklaring voor de staartkam zijn dat die zo'n signaal versterkte. Ibrahim vergeleek de kam met die van de kamsalamander Triturus cristatus maar bij die soort heeft alleen het mannetje een staartkam en die dient als pronkorgaan, niet om mee te zwemmen. Ook de mogelijke rol van het rugzeil in de temperatuurregeling kan ook weer door de staartkam gespeeld zijn. De calciumisotopen in de botten van Spinosaurus wijzen op een visrijk dieet maar die vis kan ook wadend gevangen zijn. Daarbij tonen sommige exemplaren andere verhoudingen in de isotopen die wijzen op het eten van landdieren. Dat past beter bij een opportunistische of generalistische levensstijl, niet bij een specialisatie als zwemmer. Spinosaurus zou in die rol ook moeilijk hebben kunnen concurreren met de vele krokodilachtigen en haaien in zijn leefgebied.
In 2022 stelde een studie dat de hoge dichtheid van de ribben van Spinosaurus wees op pachystosis, het verhogen van de soortelijke dichtheid van het lichaam door het skelet te verzwaren via een verdikking van de botwanden. Dit zou weer wijzen op een duikende levenswijze.

## Volkscultuur

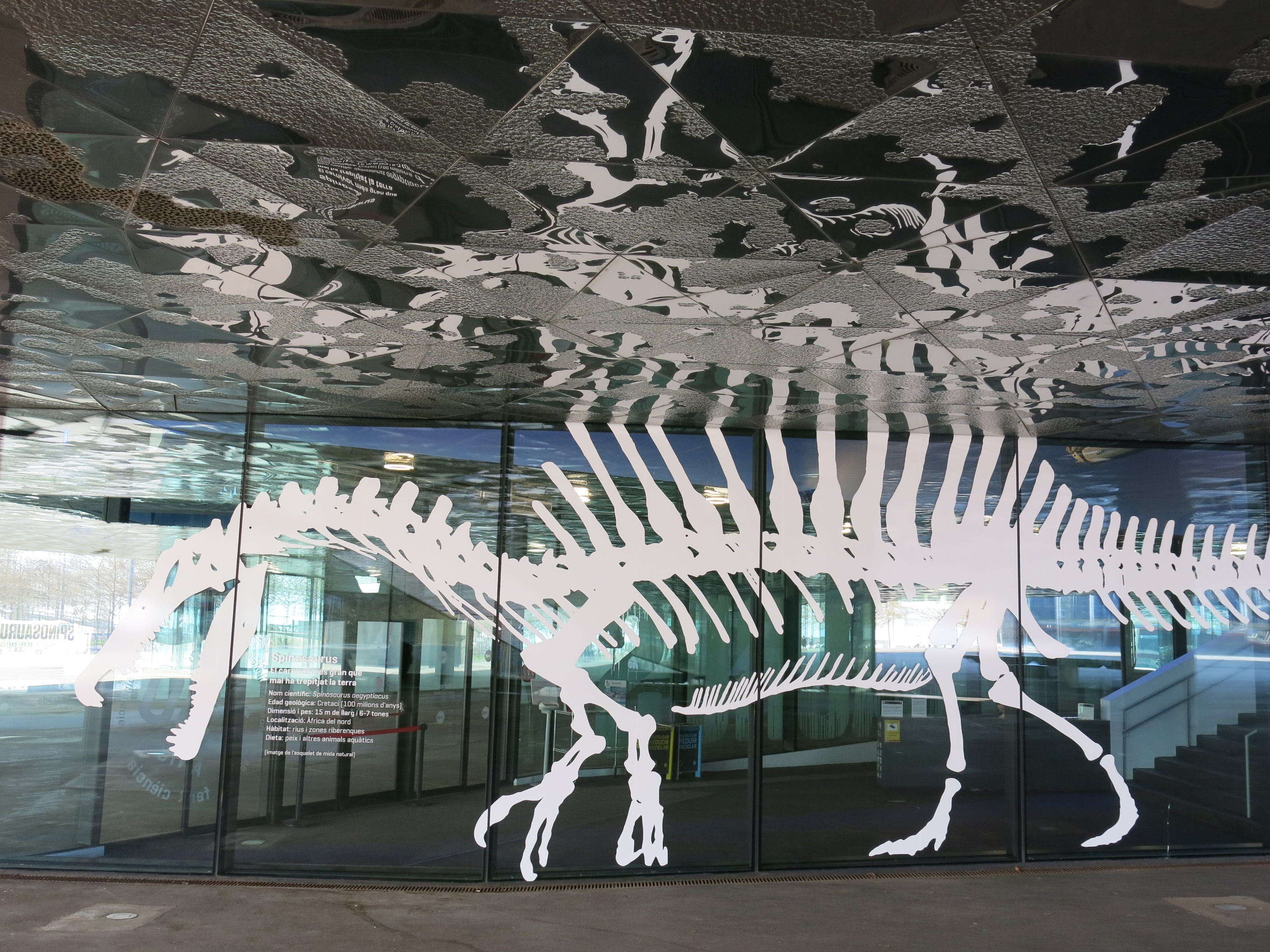
Oudere noties dat Spinosaurus een viervoeter was, werden nieuw leven ingeblazen door de publicatie uit 2014 en vonden zelfs hun weg naar de beeldende kunsten

Spinosaurus kreeg al vroeg een plaats in de populaire verbeelding; dat was niet vanwege de grootte maar om het opvallende zeil. In veel kinderboeken was de soort te vinden en ook als speelgoed. Opmerkelijk genoeg werd het vaak gezien als een viervoetig dier; het is niet duidelijk wat de oorsprong is van dit element maar het kan een gevolg zijn geweest van een verwarring met de synapside Dimetrodon, ook een prehistorisch dier met een zeil dat wel op vier poten liep. In de jaren tachtig kreeg deze uitbeelding zelfs enige tijd wetenschappelijke steun toen gedacht werd dat Baryonyx ook op de voorpoten steunde en dit doorgetrokken werd naar Spinosaurus. In 1997 werd zo'n houding in verband gebracht met een hypothetische bult op rug die het dier naar de grond zou dringen. In de vroege eenentwintigste eeuw werd deze hypothese weer helemaal verlaten: door de vorm van de ellepijp en het spaakbeen was bij alle Theropoda pronatie, het naar de grond richten van de onderkant van de hand, vermoedelijk geheel onmogelijk. In 2014 echter werd gesteld dat de achterpoten zo kort waren dat het dier wel op zijn voorpoten moest hebben gelopen, desnoods op zijn knokkels. Het zwaartepunt lag zo ver naar voren dat de korte achterpoot de tenen er ook in volle strekking niet vóór had kunnen plaatsen zodat het dier bij een tweebenige gang onherroepelijk op zijn snuit was gevallen. Dit is sterk bekritiseerd, vooral omdat de lengte van het neotype geschat werd op basis van losse wervels waarvan het niet zeker is of ze niet aan andere, grotere, exemplaren toebehoorden. Zelfs als de romp inderdaad zo lang was ten opzichte van het lichaam, hoeft dat nog niet te betekenen dat het zwaartepunt ver naar voren lag: de romp kan immers ook geheven zijn gehouden. Het overeenkomende zeil van Deinocheirus is verklaard als aanpassing om de rug te heffen. En ook Deinocheirus heeft een brede voet. Spinosaurus lijkt echter geen aanpassingen in het bekken te hebben, zoals een relatieve rotatie van schaambeen en zitbeen, om in zo'n positie ook echt te lopen.
In de jaren negentig werd Tyrannosaurus, die zijn positie als bekendste dinosauriër te danken had aan het feit dat hij het grootste landroofdier aller tijden was, van zijn troon gestoten door Giganotosaurus. Door de aandacht die dit kreeg in de media, drong eindelijk algemener het besef door dat Spinosaurus nog langer was. Daaraan probeerde men eerst nog afbreuk te doen door te verwijzen naar de slankere bouwwijze waardoor een groter deel van die lengte uit staart bestond. Al snel deden echter geruchten over nieuwe Afrikaanse vondsten een omvang van Spinosaurus vermoeden die niet meer met een beroep op een lichtere bouw kon worden afgedaan. In Jurassic Park III wordt de moderne verhouding tot Tyrannosaurus gesymboliseerd door een gevecht waarin de nieuwe 'Heerser der Theropoden' de oude doodt. Afgezien van de dertig miljoen jaar die beide vormen in de tijd scheidt, is het maar de vraag of de zeer zwaar gespierde en krachtig gebouwde kop van Tyrannosaurus hem in zo'n gevecht niet een beslissend voordeel zou hebben gebracht; ook deze aspecten kregen in de pers weer volle aandacht. De beschrijving door Dal Sasso maakte de status van Spinosaurus officieel. In 2009 toonde Discovery Channel in de eerste aflevering van de serie Monsters Resurrected Spinosaurus als een toppredator die concurrenten als Carcharodontosaurus en Sarcosuchus in een direct gevecht verslaat en zelfs de theropode Rugops als prooidier heeft.